# Liste der Orte in der Gemeinde Dili

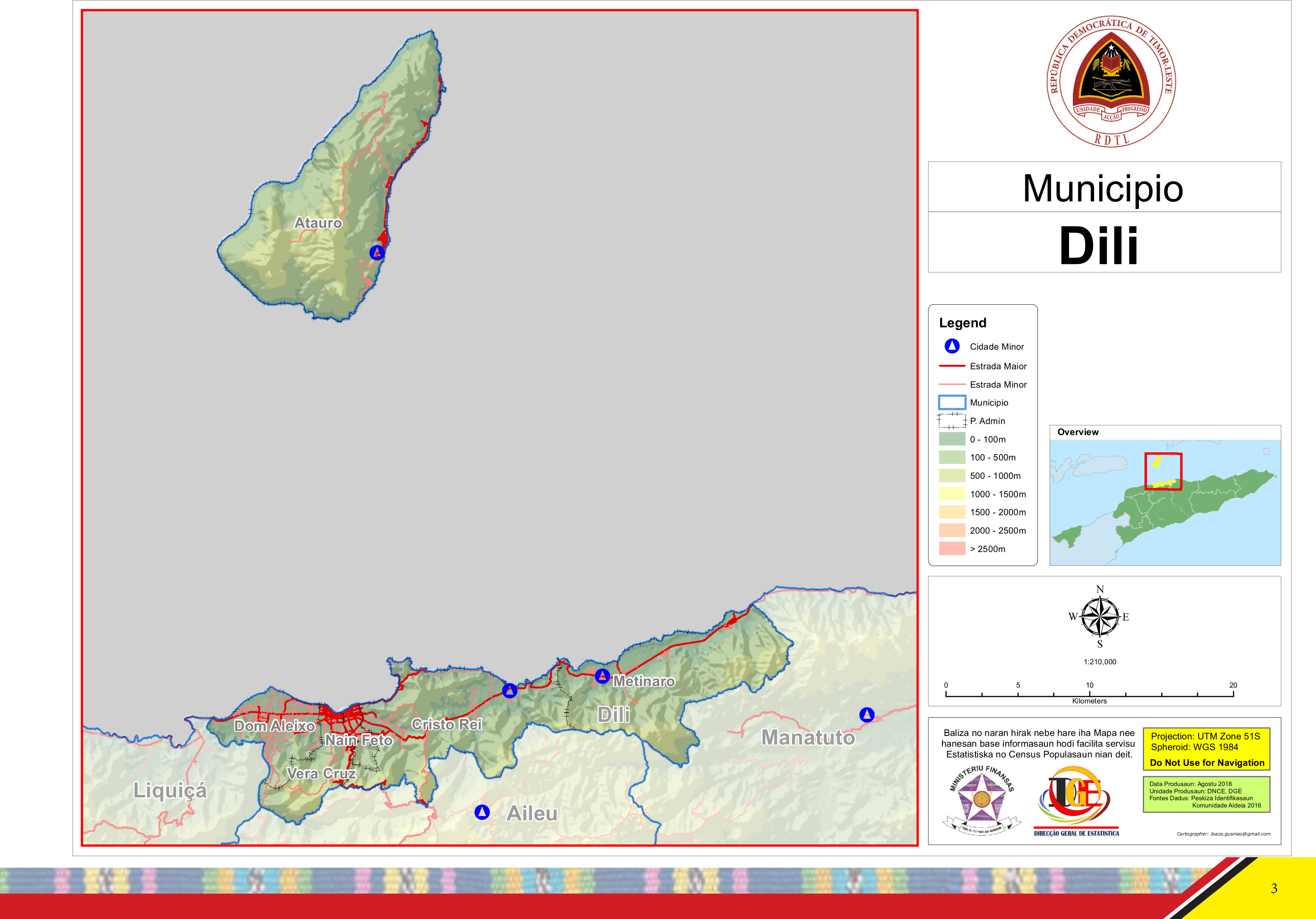
Die Gemeinden Dili und Atauro in Osttimor

Die Liste der Orte in der Gemeinde Dili gibt an, welche Ortschaften in jedem Suco der osttimoresischen Gemeinde Dili liegen und welche geographische Koordinaten und Meereshöhe sie haben. Als Orte sind hier auch die Ortsteile der Stadt Dili und des Ortes Hera aufgeführt, da verwaltungstechnisch in Osttimor dabei nicht von eigenständigen Siedlungen unterschieden wird. 2022 wurde die Insel Atauro als eigenständige Gemeinde abgetrennt.

## Landkarten

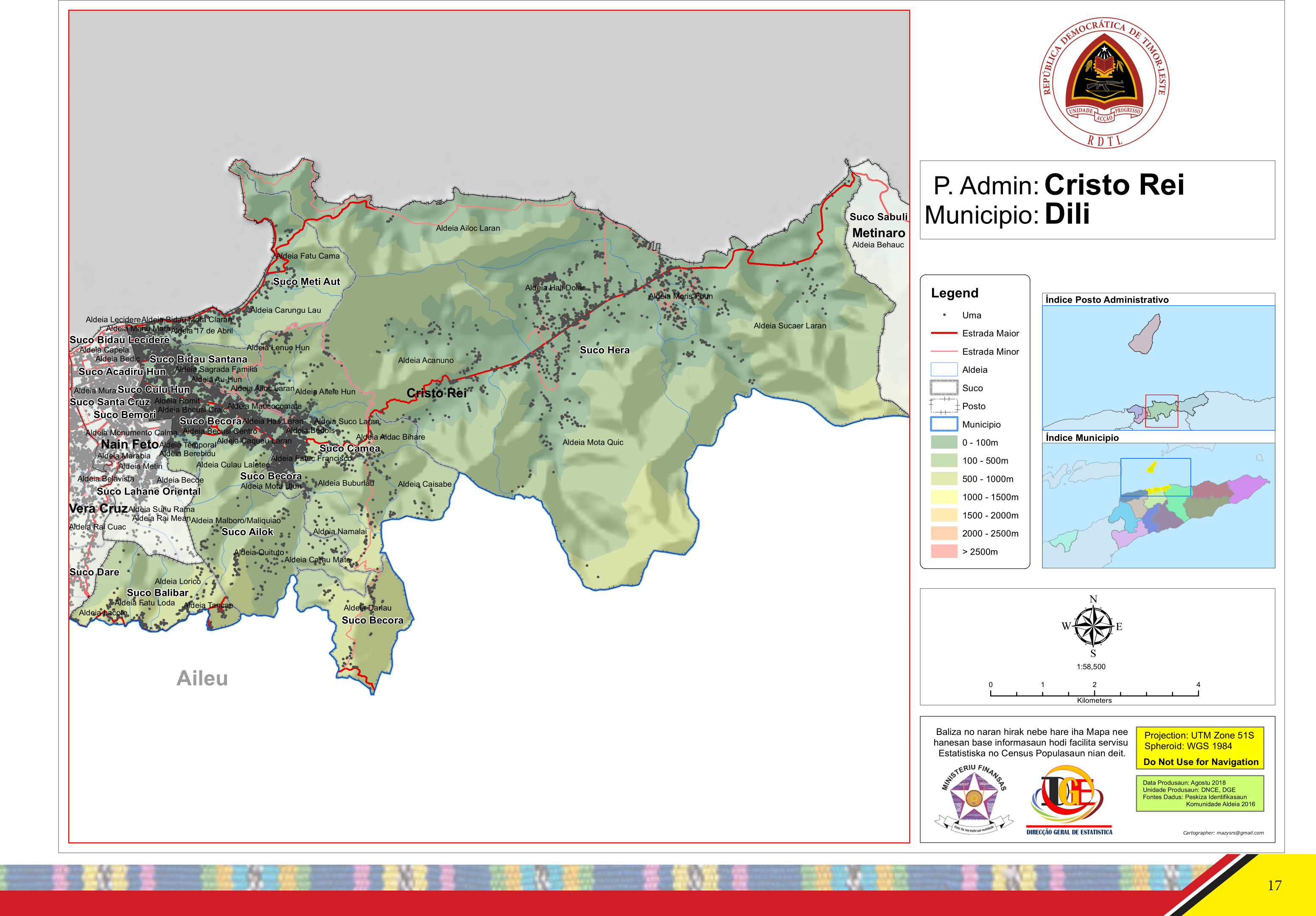
Das Verwaltungsamt Cristo Rei
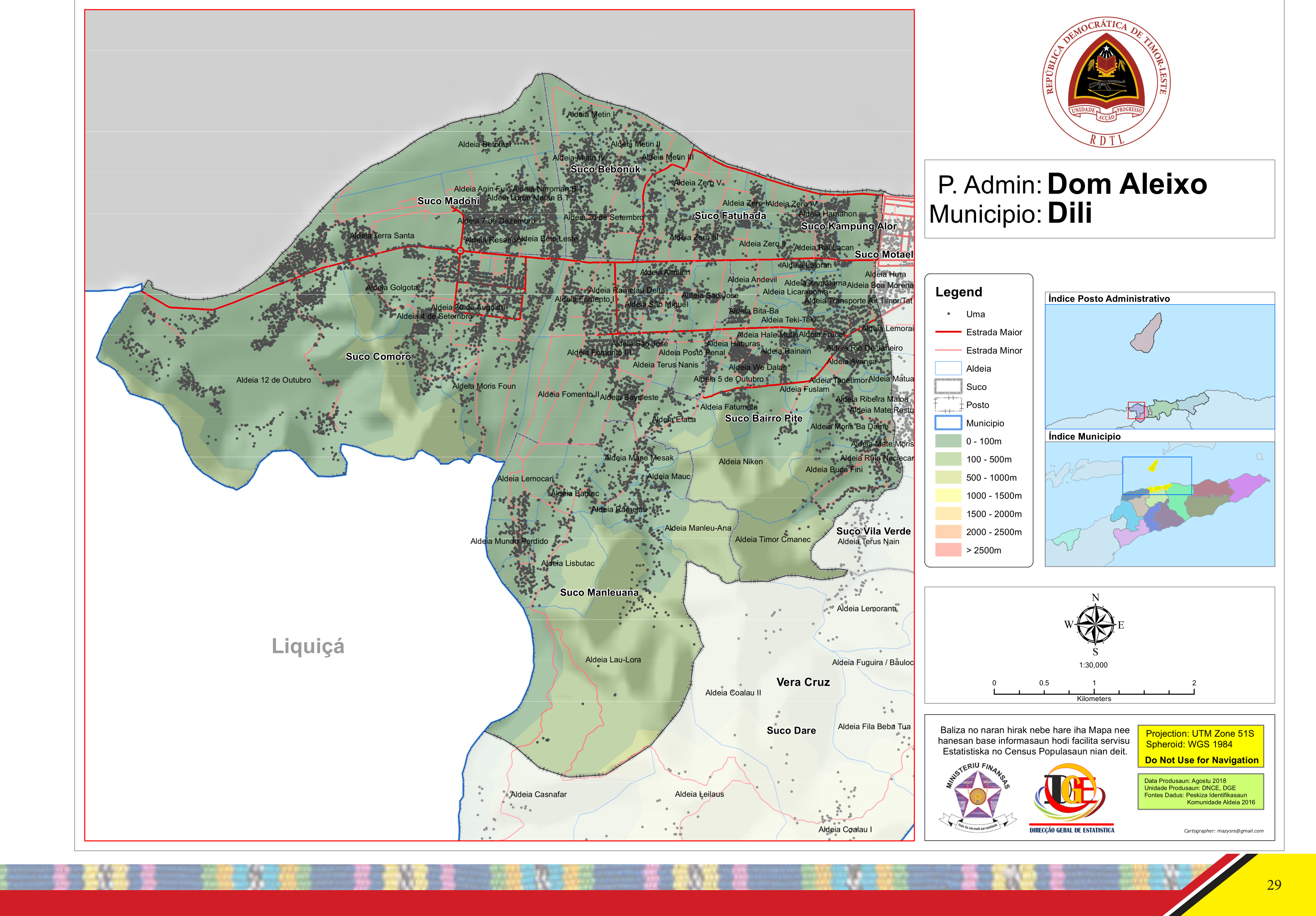
Das Verwaltungsamt Dom Aleixo
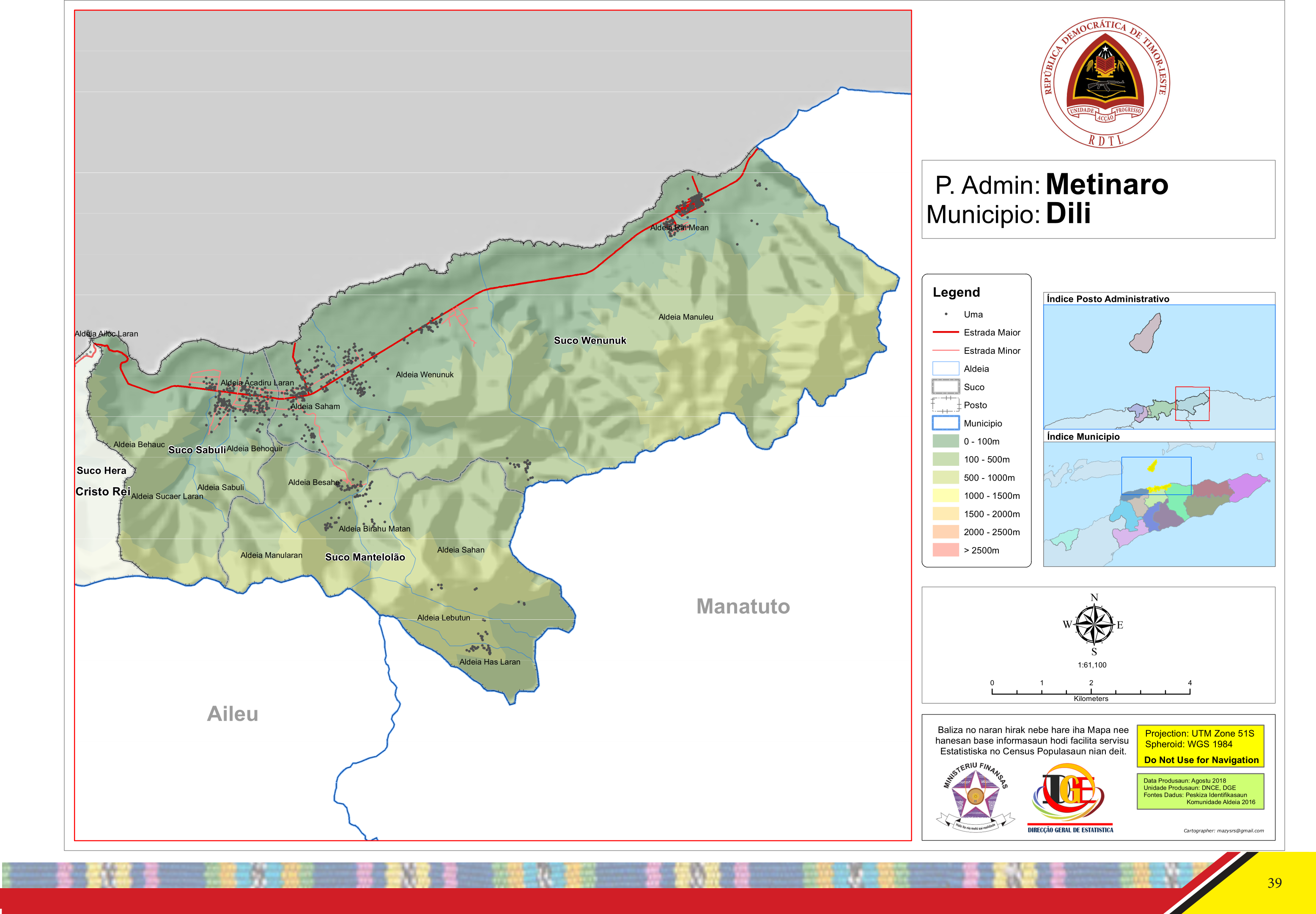
Das Verwaltungsamt Metinaro
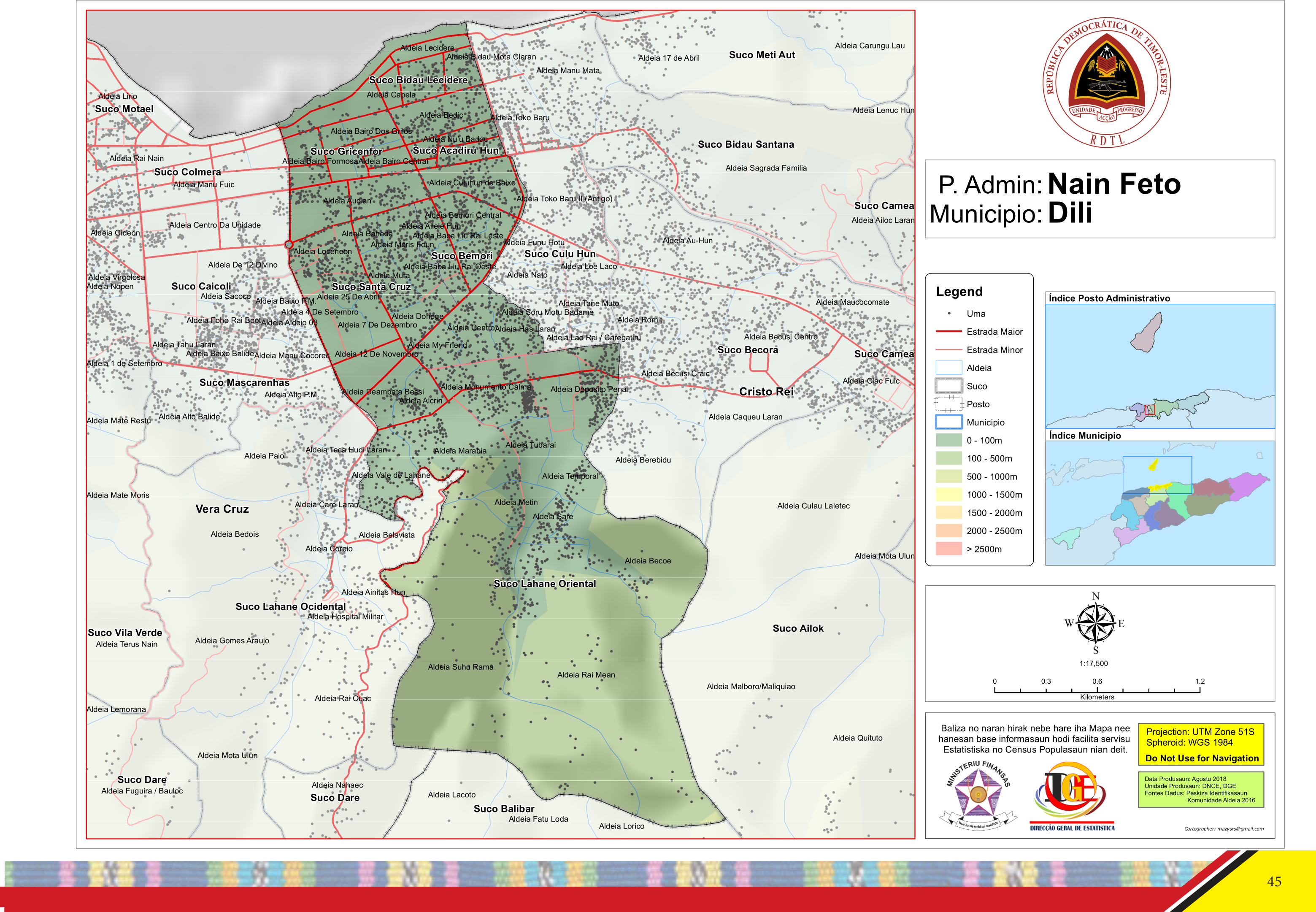
Das Verwaltungsamt Nain Feto
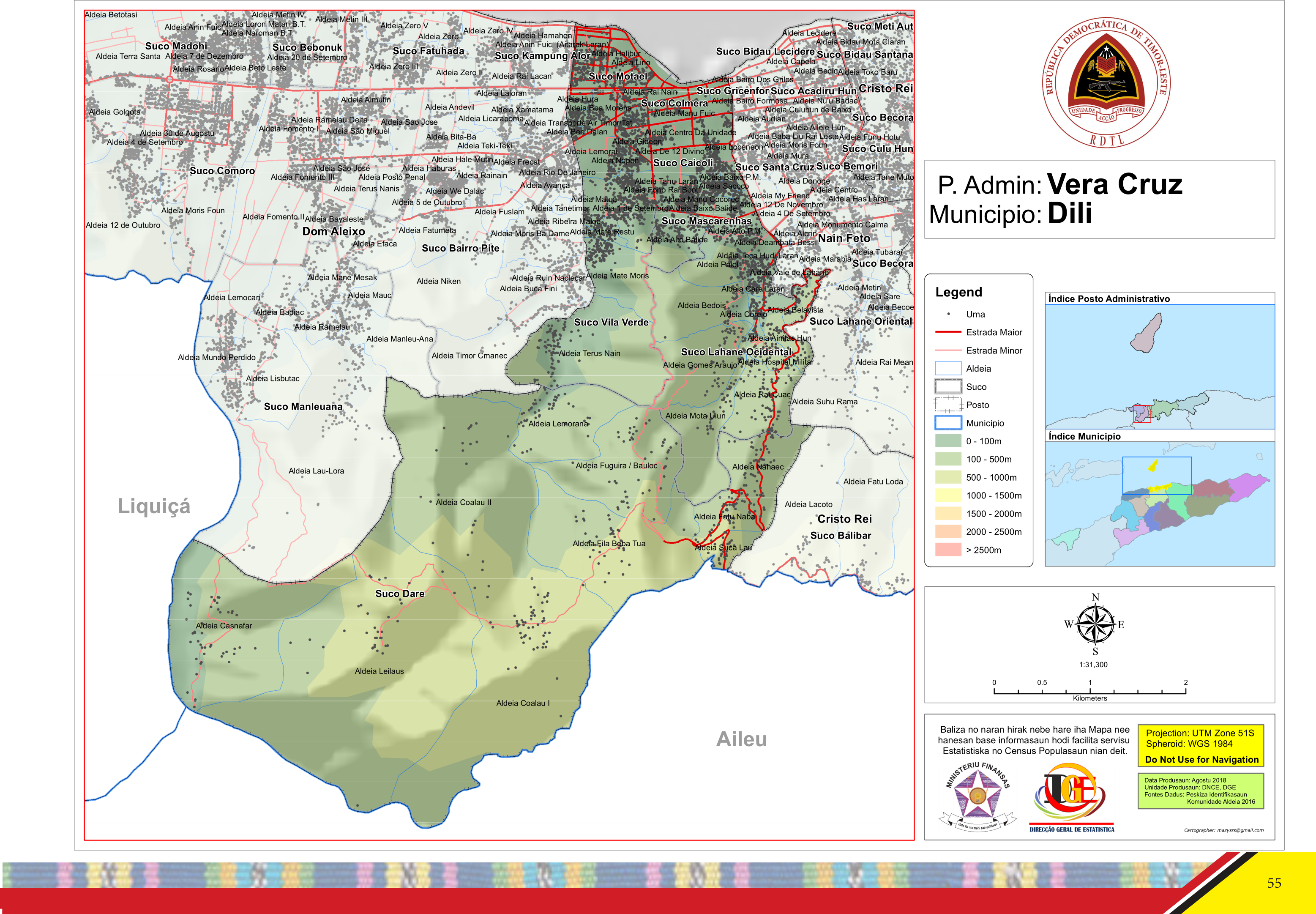
Das Verwaltungsamt Vera Cruz

## Verwaltungsamt Cristo Rei

### SucoAilok

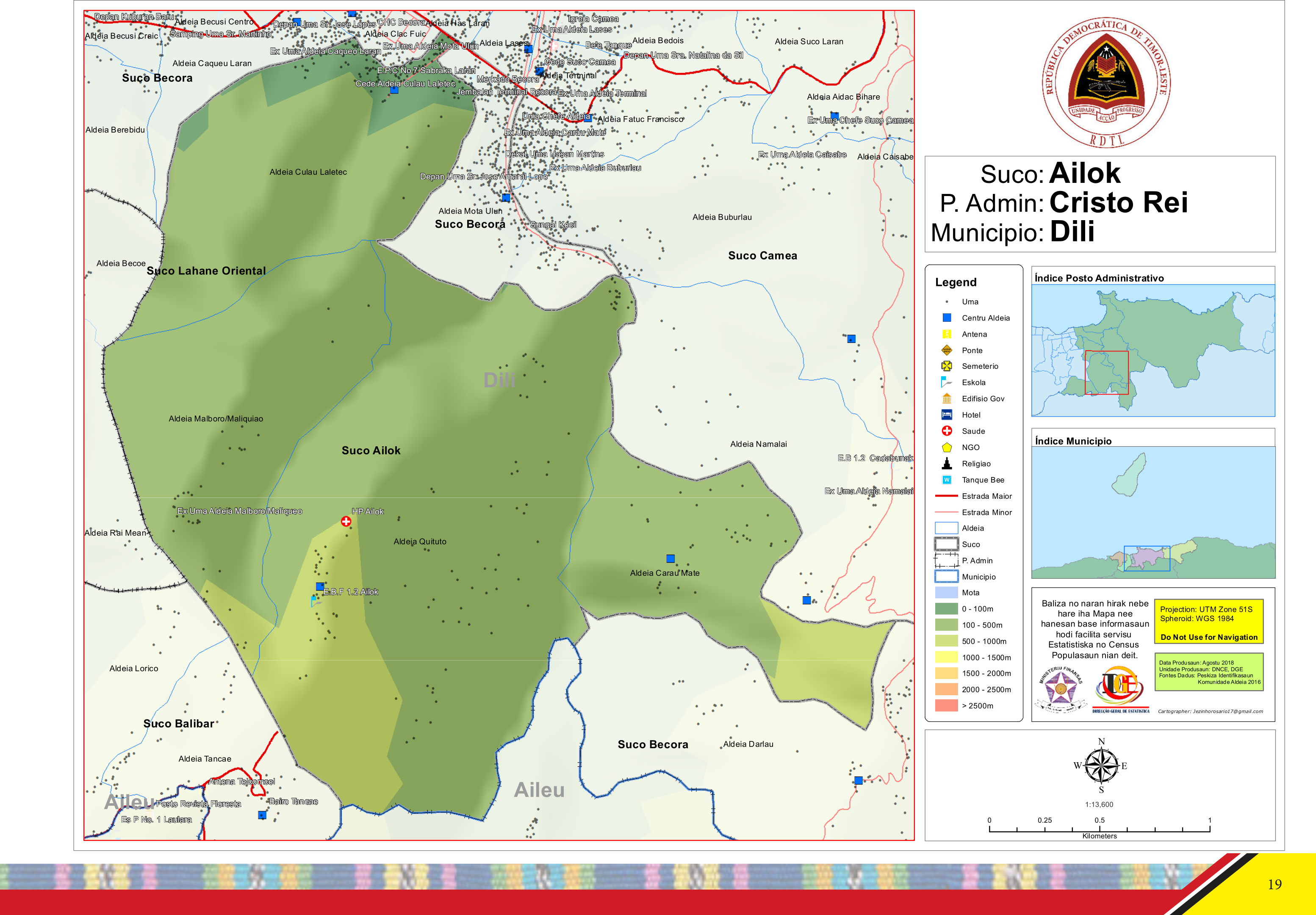
Der Suco Ailok

- Maliqueo
- Carau Mate
- Culau
- Quituto

### SucoBalibar

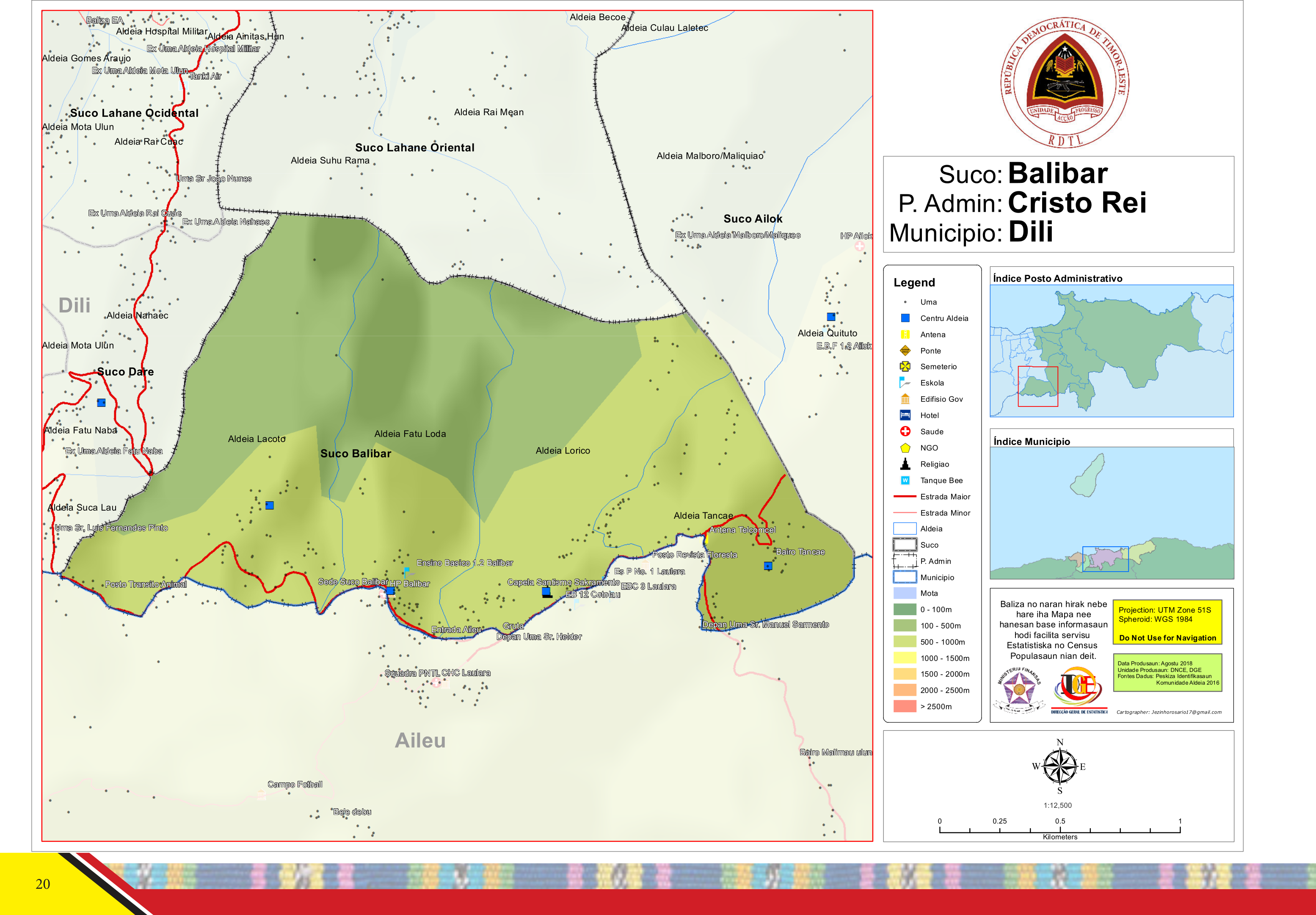
Der 'Suco Balibar

- Balibar
- Fatu Loda
- Lacoto
- Tancae

### SucoBecora

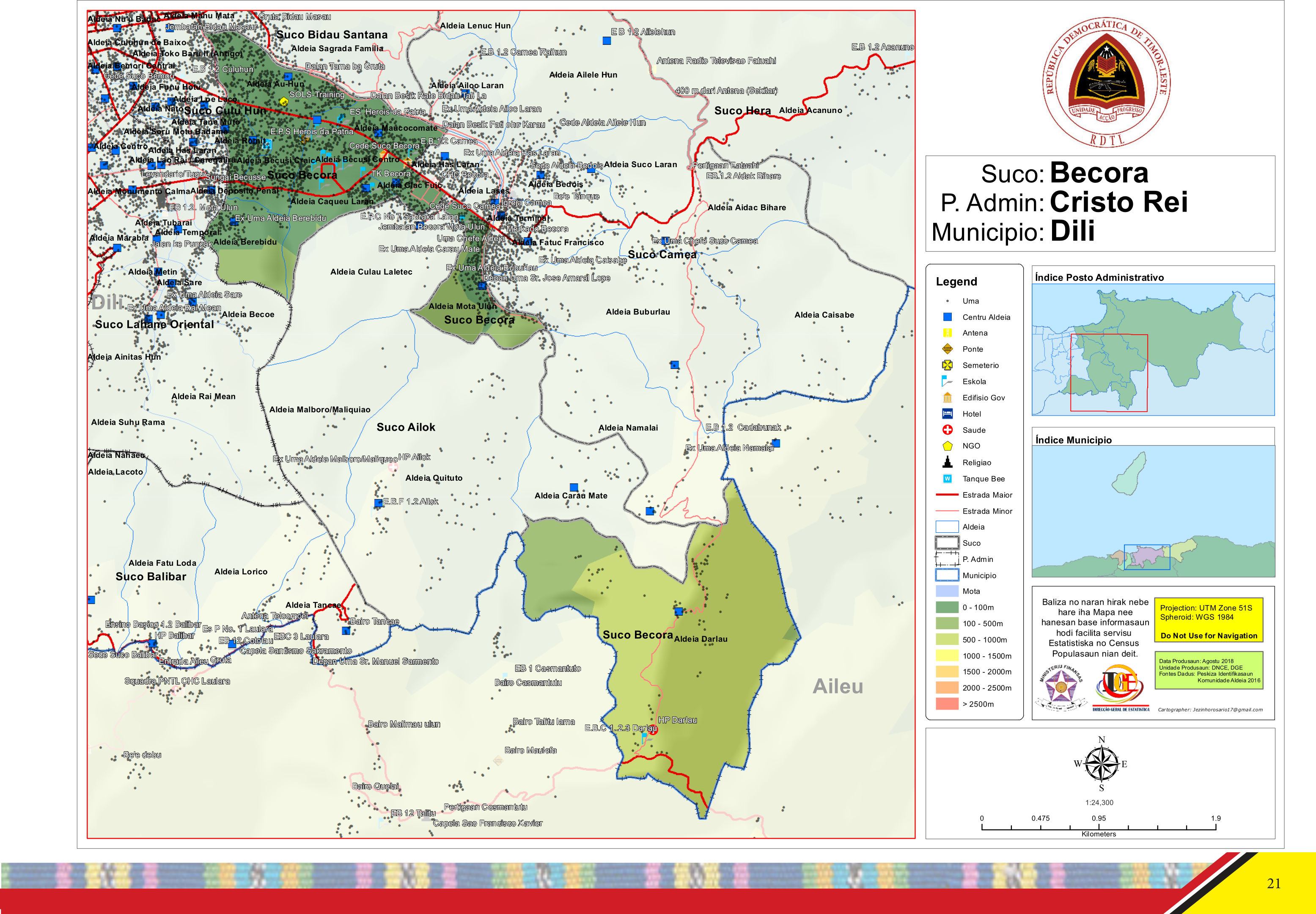
Der Suco Becora

- Becusi de Baixo
- Becusi Leten
- Darlau
- Lebuhua
- Masau Leten
- Masau de Baixo
- Mota Ulun

### SucoBidau Santana

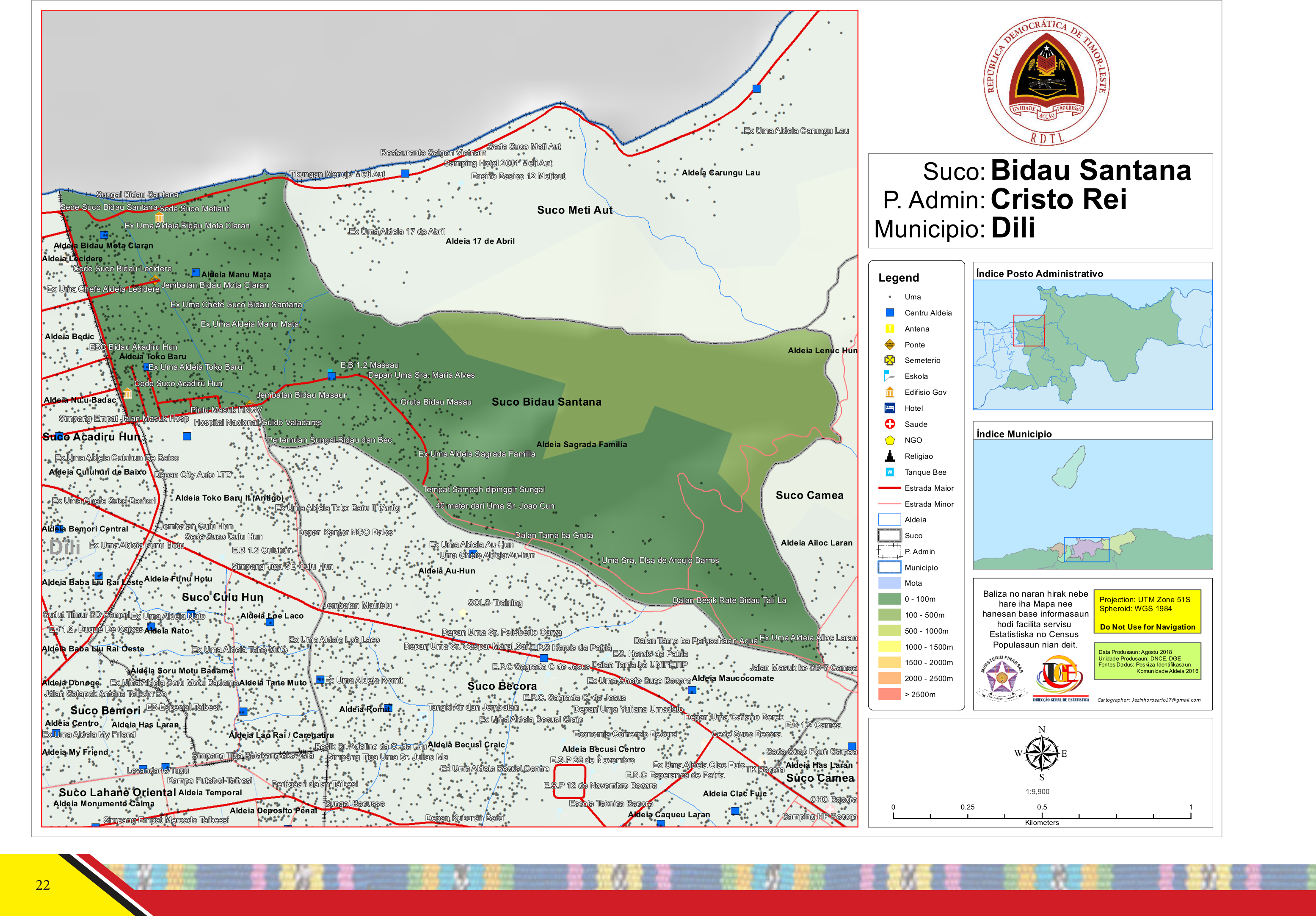
Der Suco Bidau Santana

- Masau
- Mota Claran
- Santana

### SucoCamea

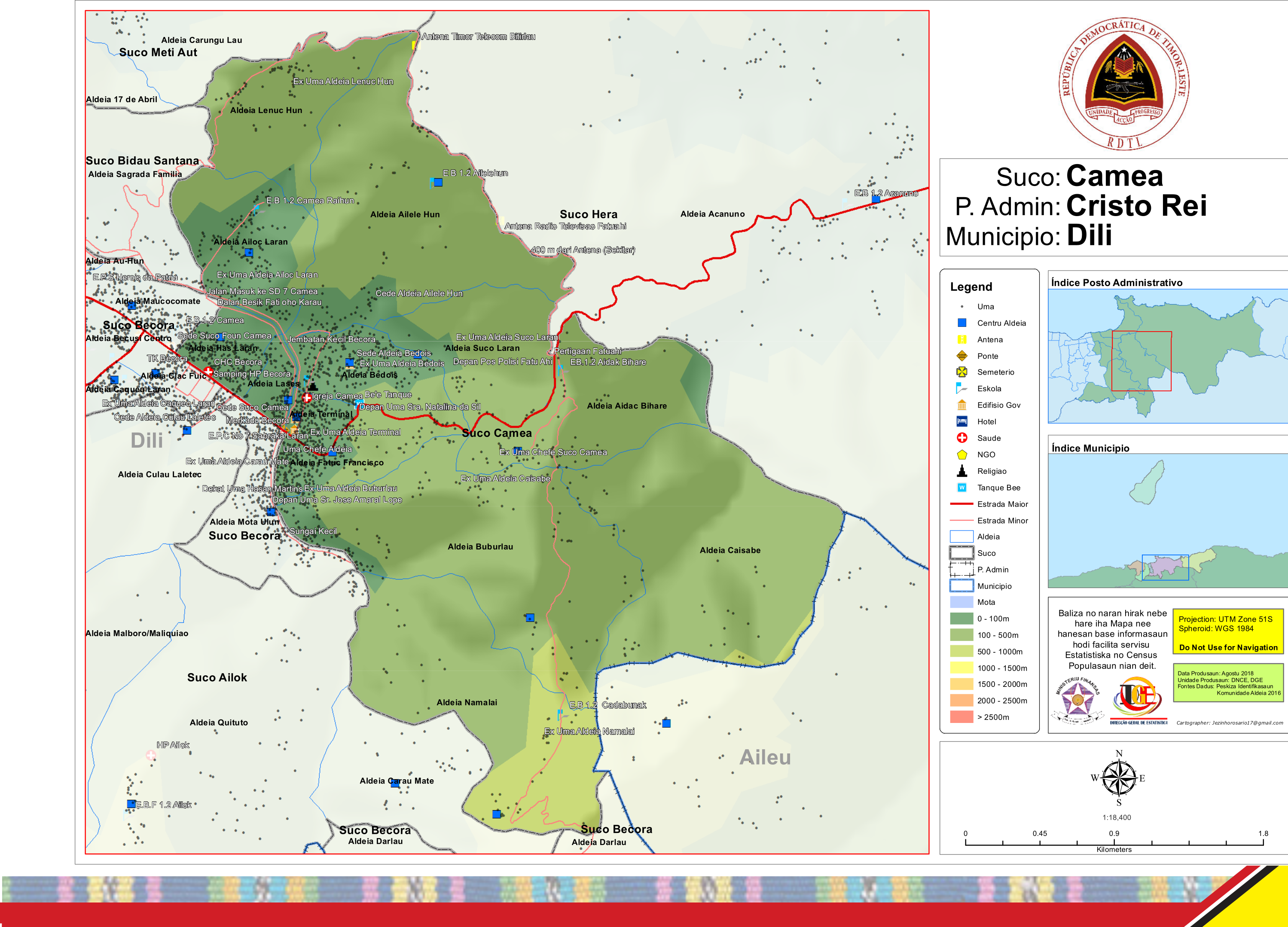
Der Suco Camea

- Aidac Bihare
- Ailelehun
- Ailoc Laran
- Bedois
- Benamauc
- Buburlau
- Cadabunac
- Fatuahi
- Karomate
- Lenuc Hun
- Namalai
- Susan

### SucoCulu Hun

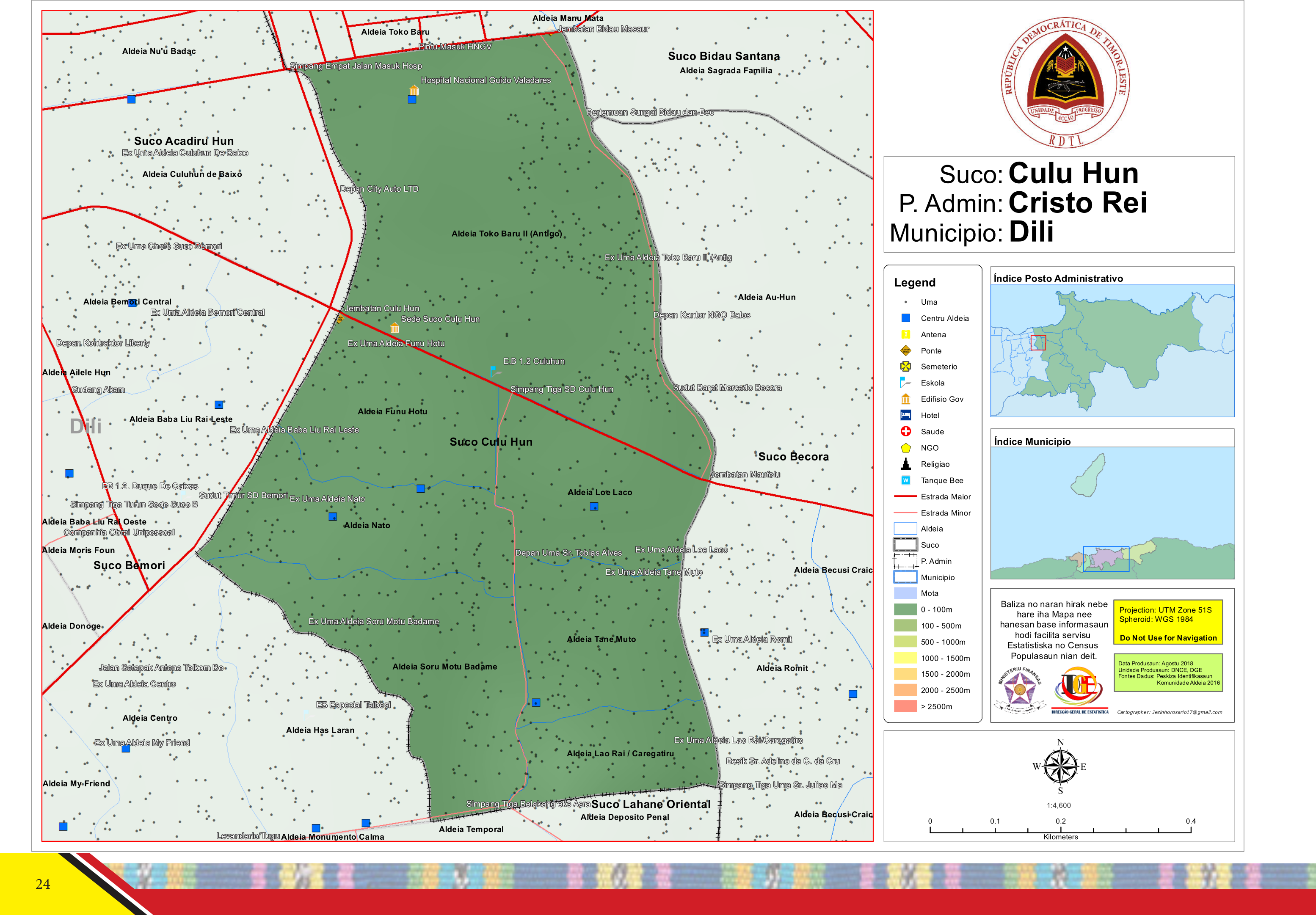
Der Suco Culu Hun

- Becusi de Baixo
- Kuluhun de Cima
- Kuluhun Taibesi Leten

### SucoHera

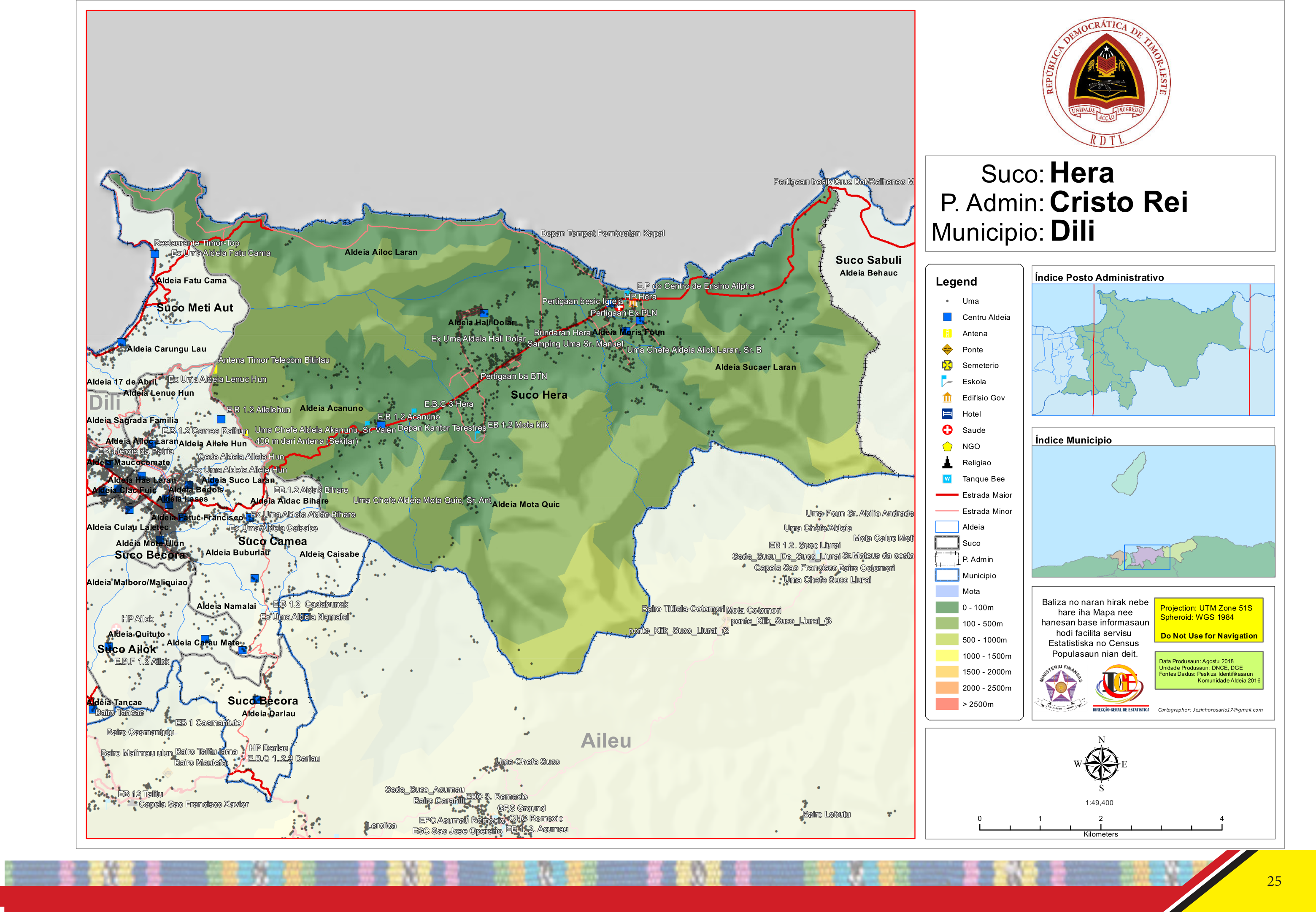
Der Suco Hera

- Acanuno
- Ailelehun
- Ailoc Laran
- Airiti
- Bemanotolu
- Beraka
- Berukulun
- Besidada
- Bidik
- Caremon
- Hera
- Jembatankik
- Lepos
- Liqirahu
- Lolesu
- Manoroni
- Mantarlido
- Montensaun
- Mota Quic
- Pasir Putih
- Raimia
- Sidara

### SucoMeti Aut

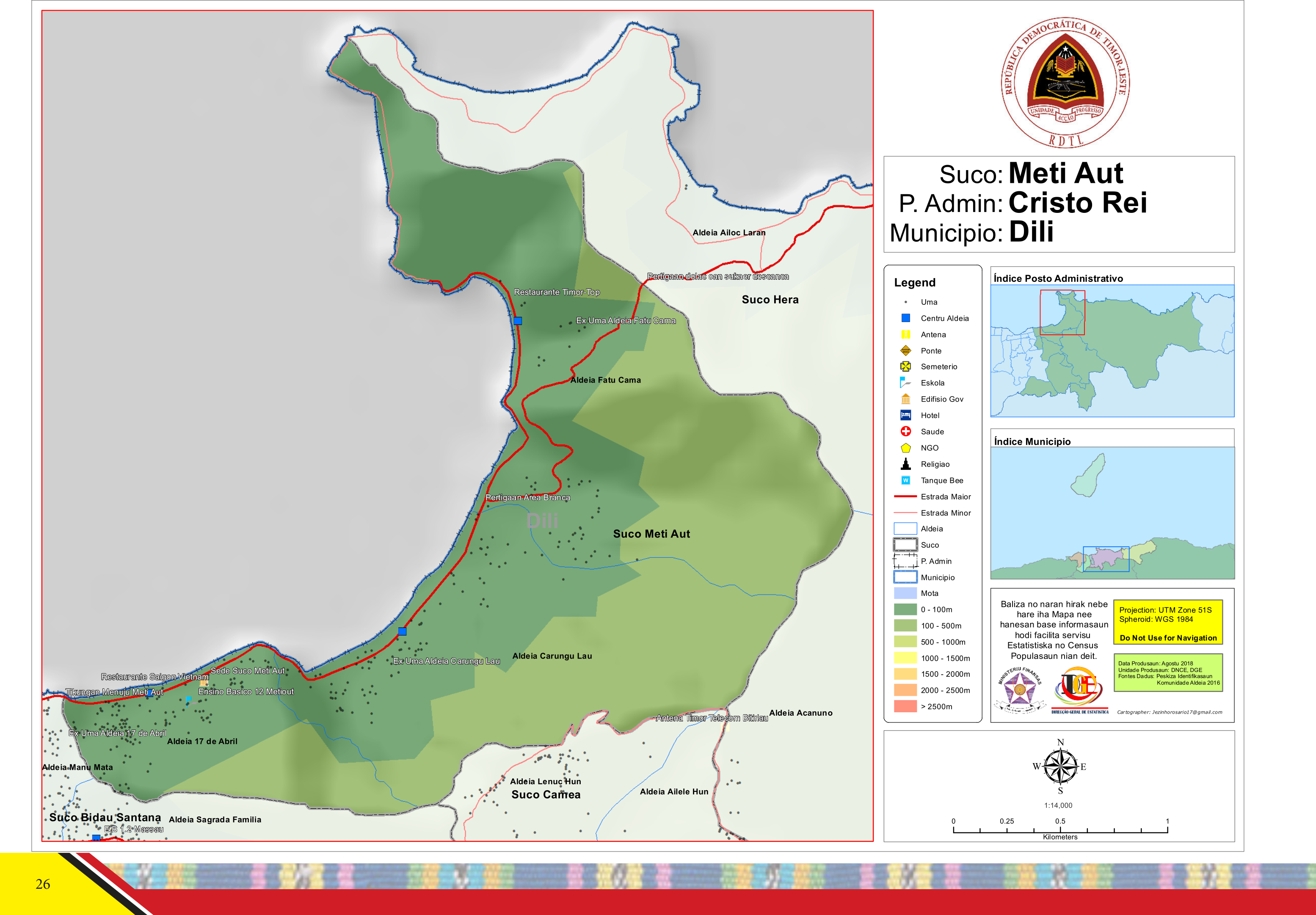
Der Suco Meti Aut

- Areia Branca
- Bekaril
- Meti Aut

## Verwaltungsamt Dom Aleixo

### SucoBairro Pite

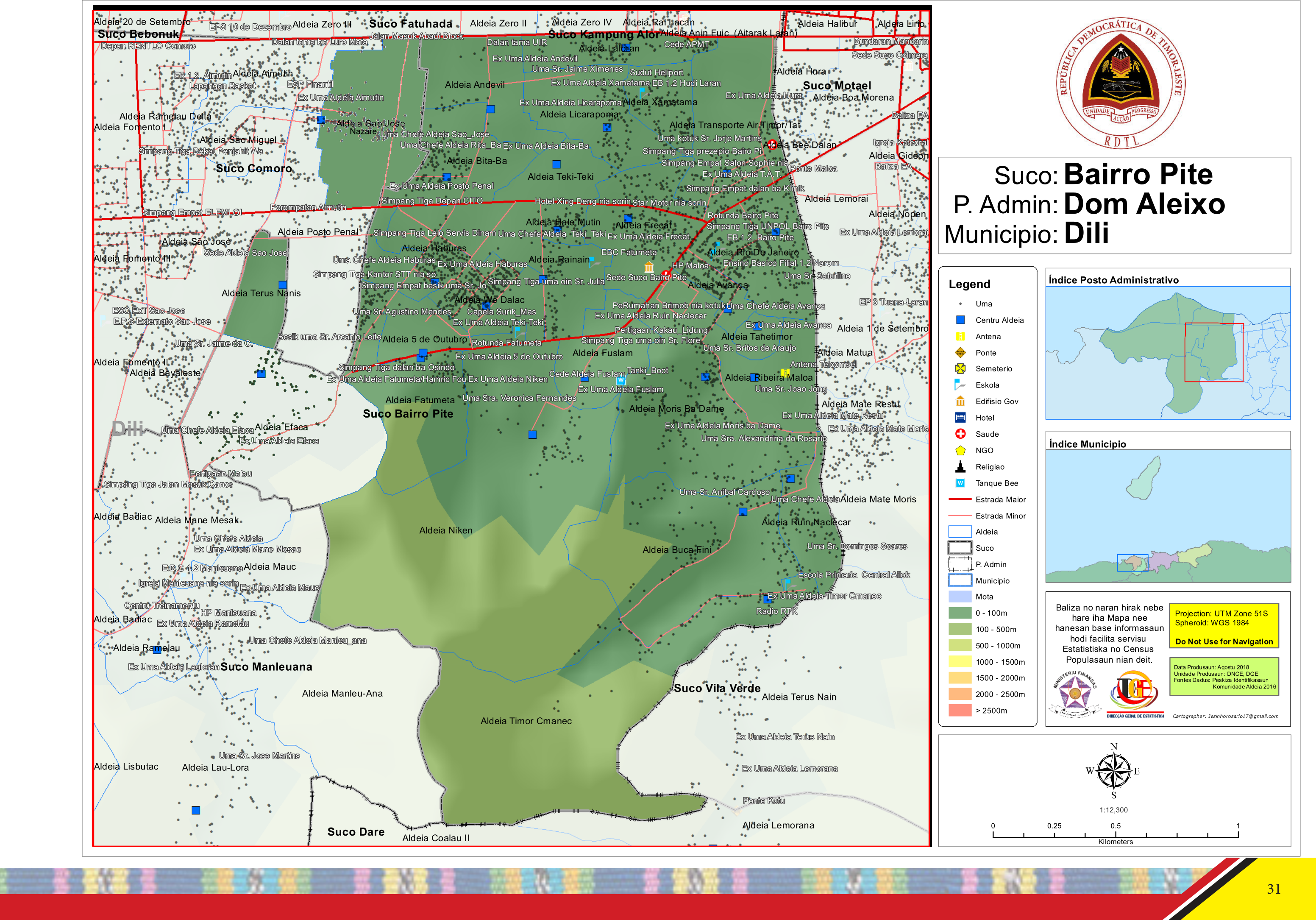
Der Suco Bairro Pite

- Ailoklaran
- Ailoklaran do Sul
- Bairro Pite
- Fatumeta
- Hudilaran
- Kakaulidung
- Perumnas

### SucoBebonuk

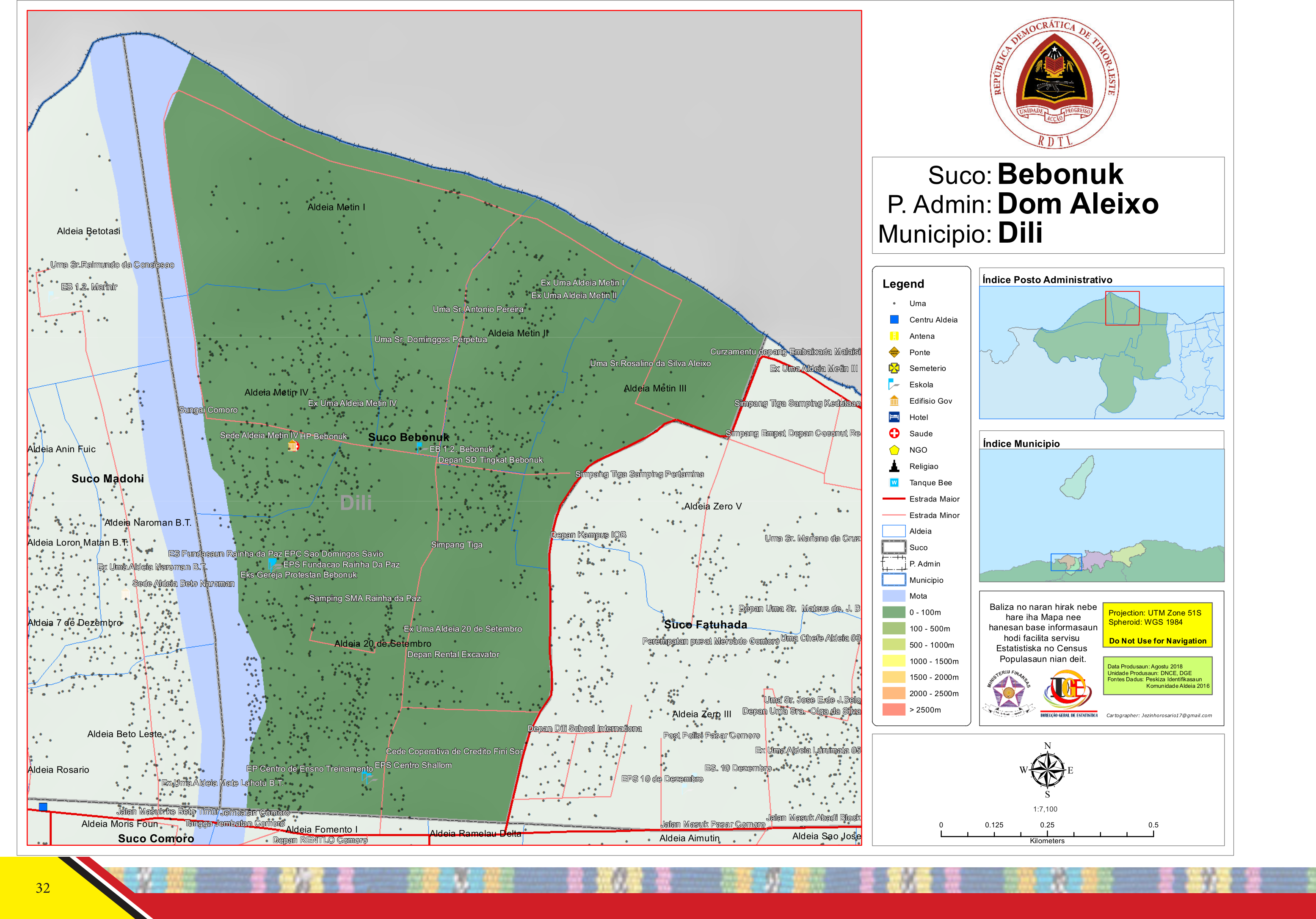
Der Suco Bebonuk

- Bebonuk
- Faularan (Mate Lahotu)
- Praia dos Coqueiros

### SucoComoro

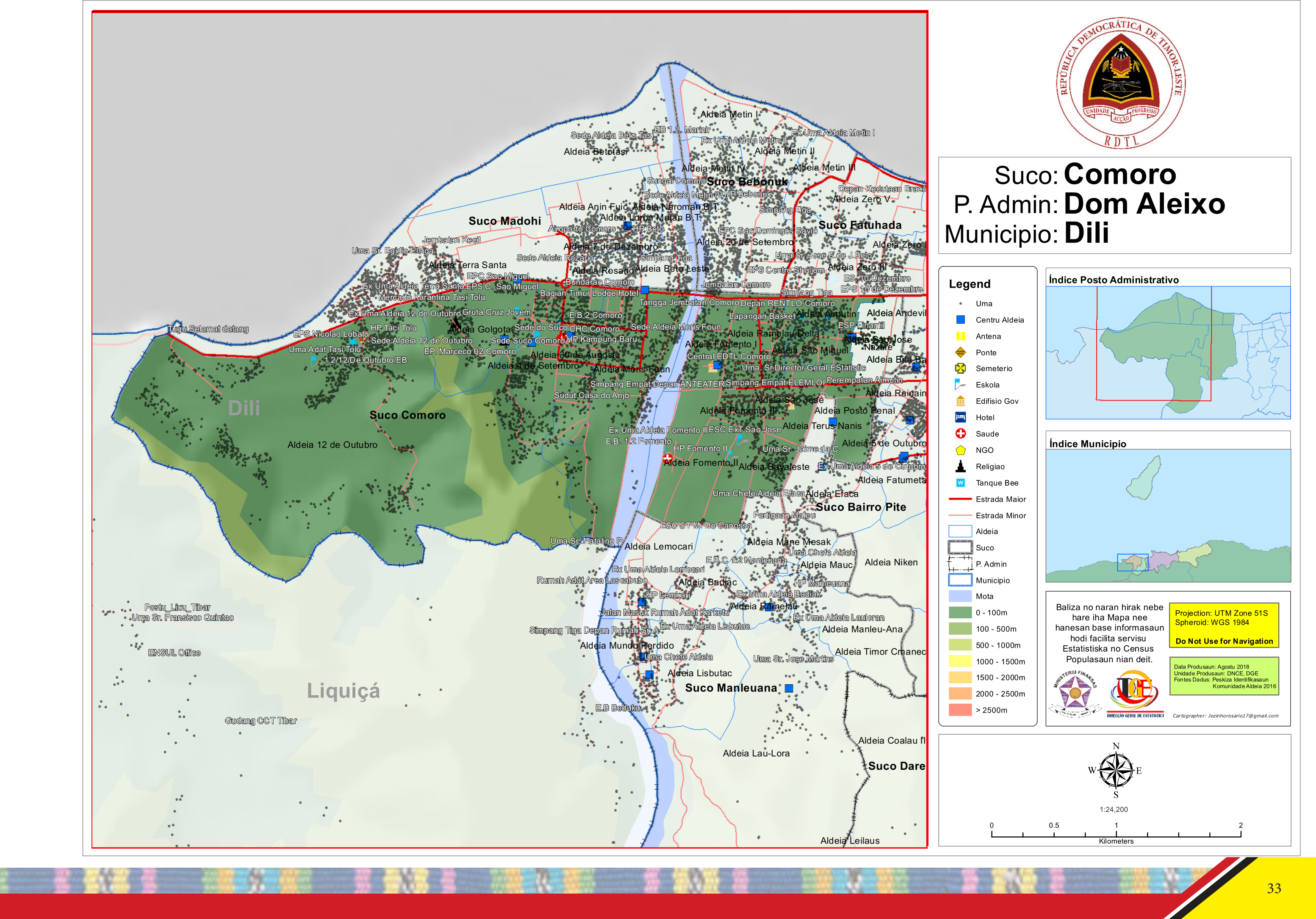
Der Suco Comoro

- Aimutin 1
- Aimutin 2
- Aimutin Laran
- Fomento
- Haslaran
- Kampung Baru
- Lih Baulelo
- Manluana
- Merdeka

### SucoFatuhada

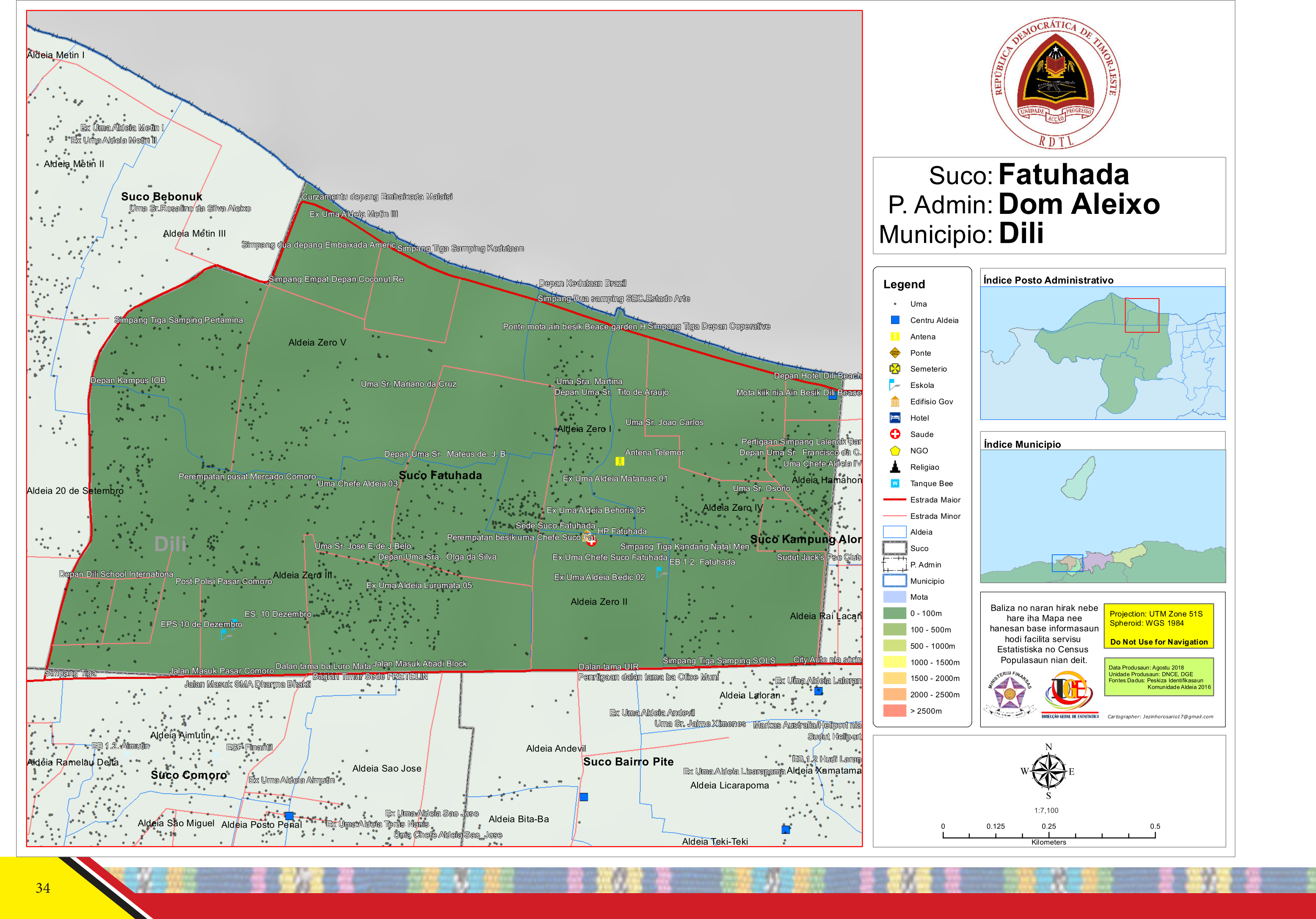
Der Suco Fatuhada

- Bedik
- Fatuhada
- Lurumata
- Markoni
- Mataruak

### SucoKampung Alor

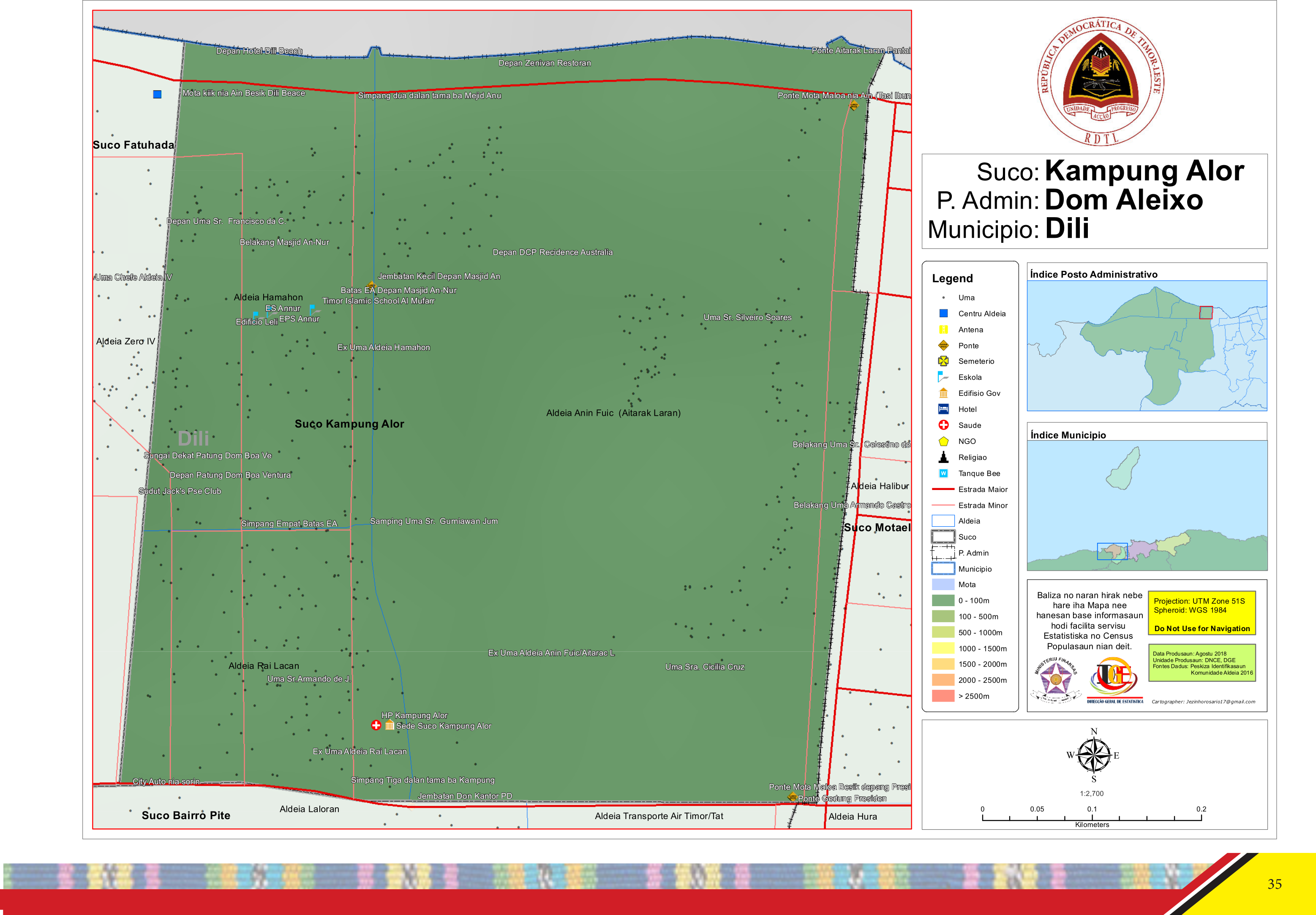
Der Suco Kampung Alor

- Aitarac Laran
- Karketu
- Moro

### SucoMadohi

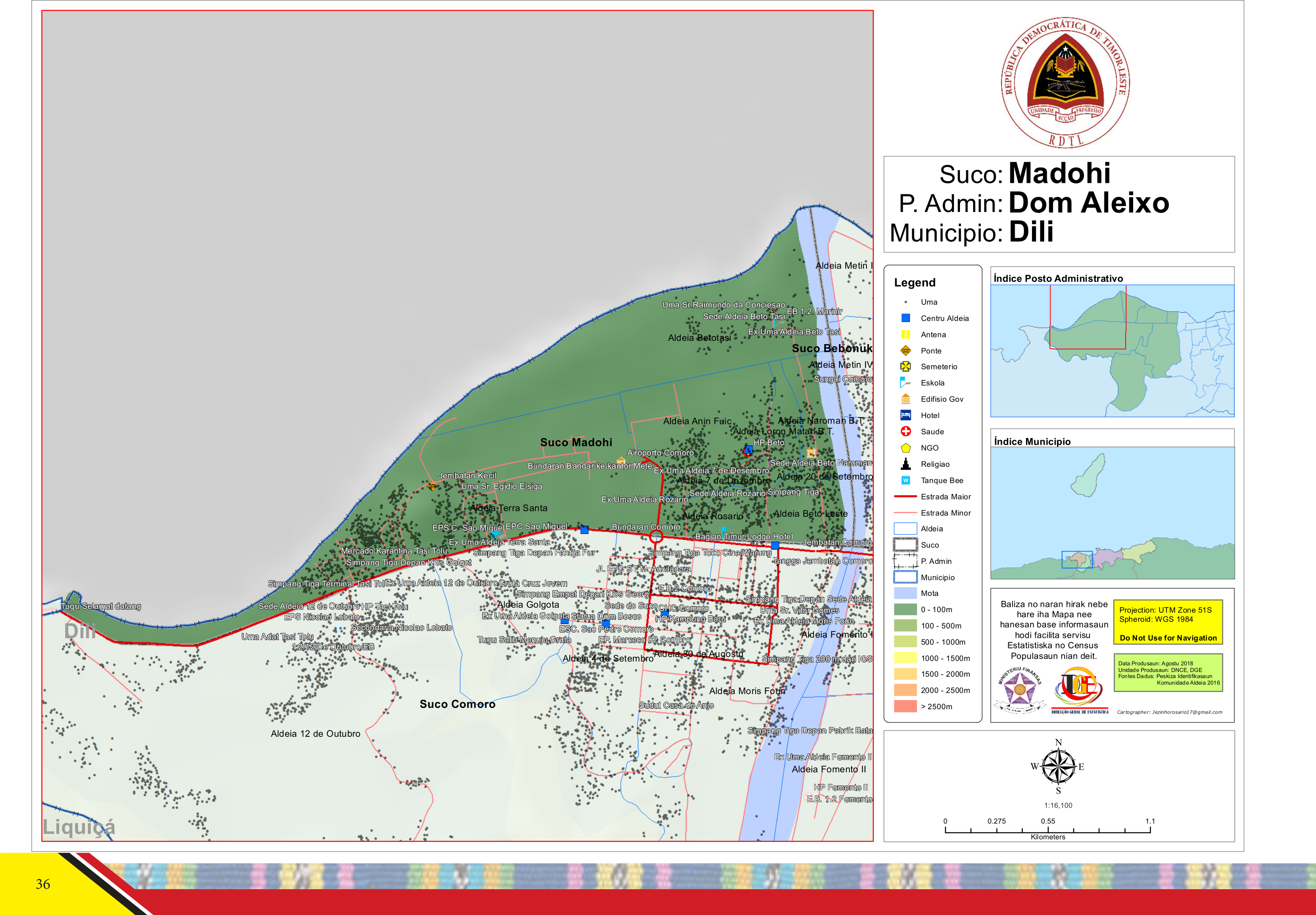
Der Suco Madohi

- Beto Leste
- Beto Oeste
- Lapangan Terbang Comoro
- Marinir

### SucoManleuana

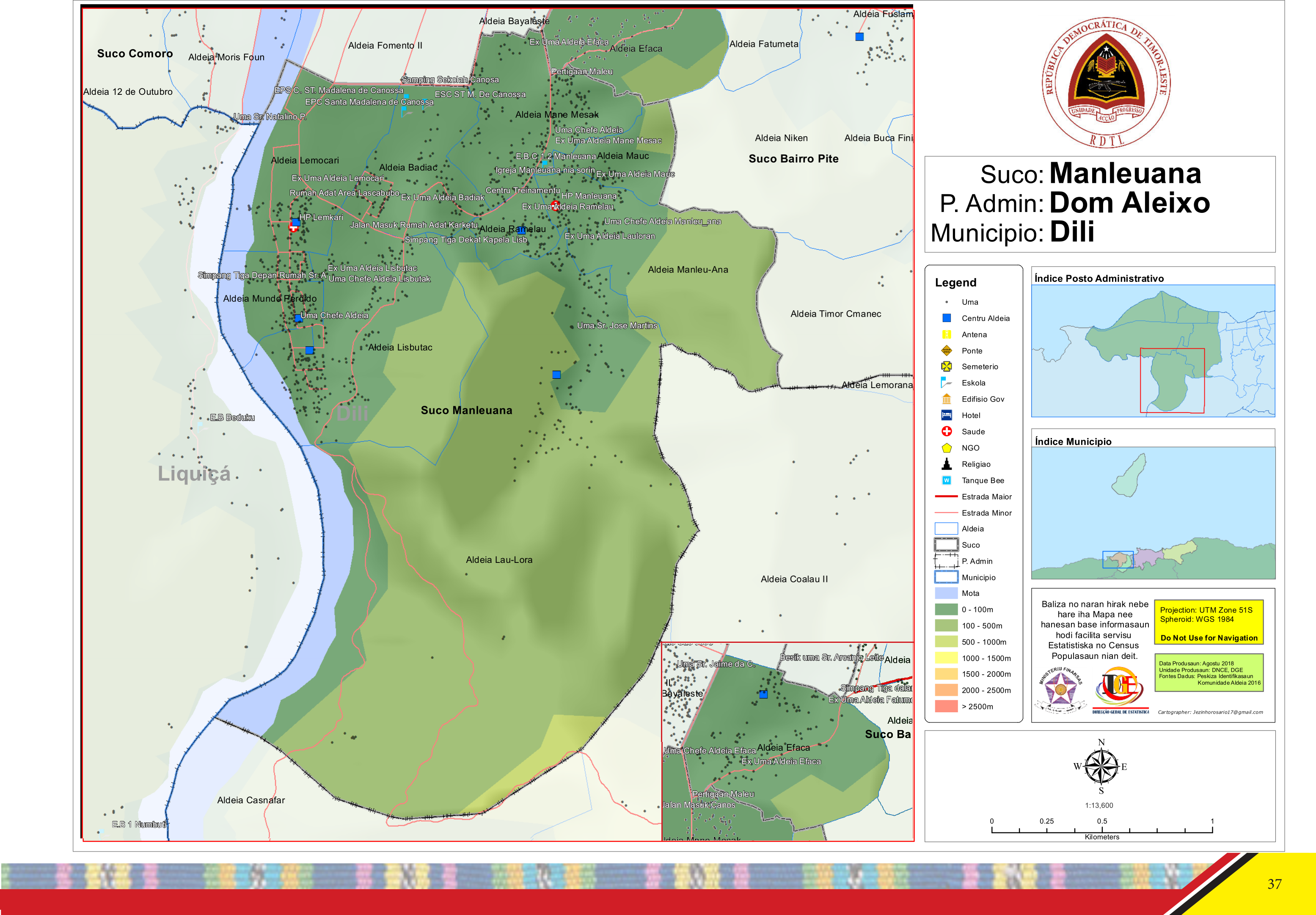
Der Suco Manleuana

- Lisbutac
- Manleu-Ana

## Verwaltungsamt Metinaro

### SucoMantelolão

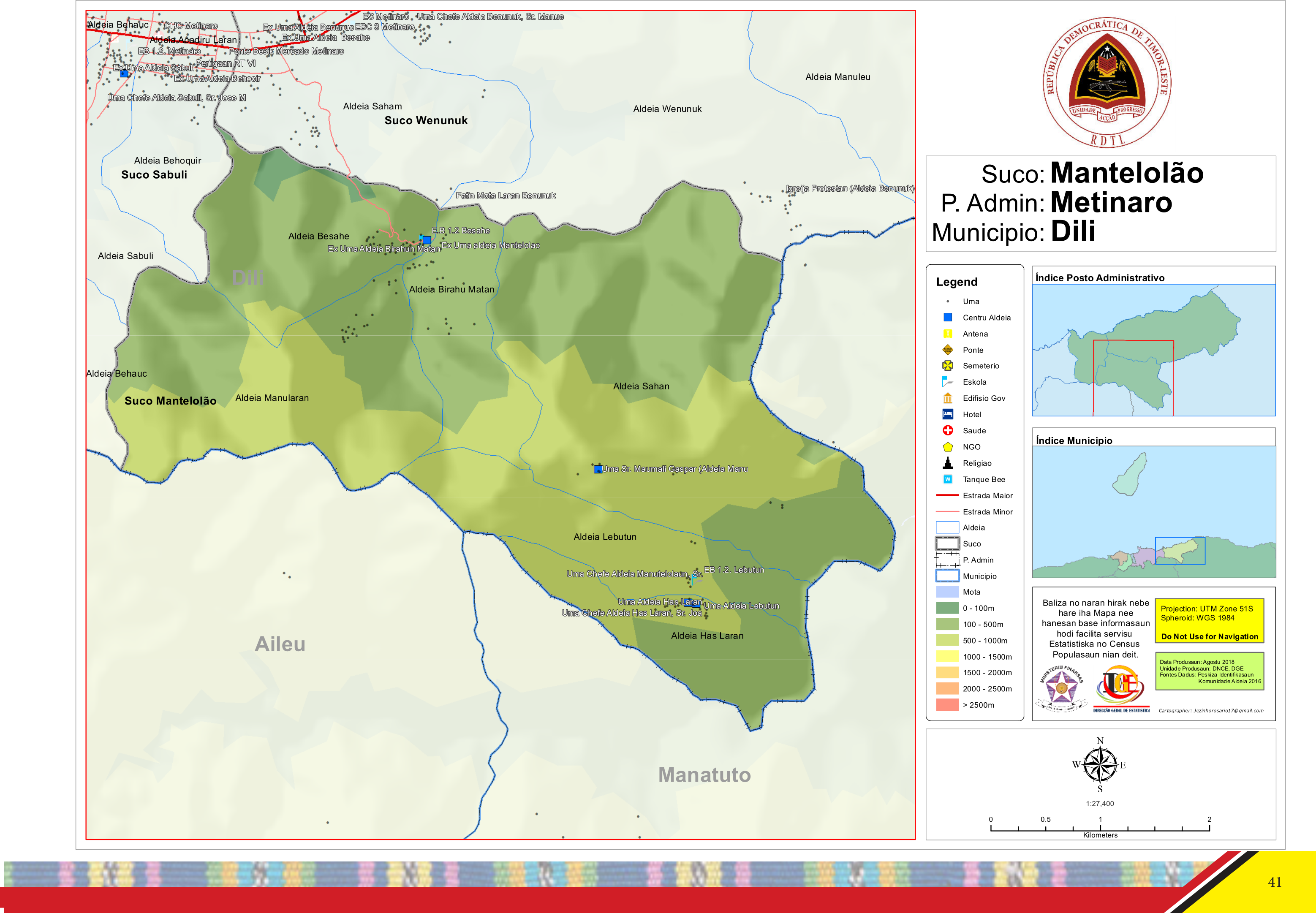
Der Suco Mantelolão

- Besahe
- Has Laran
- Lebutun (Lebotun)
- Sahan

### SucoSabuli

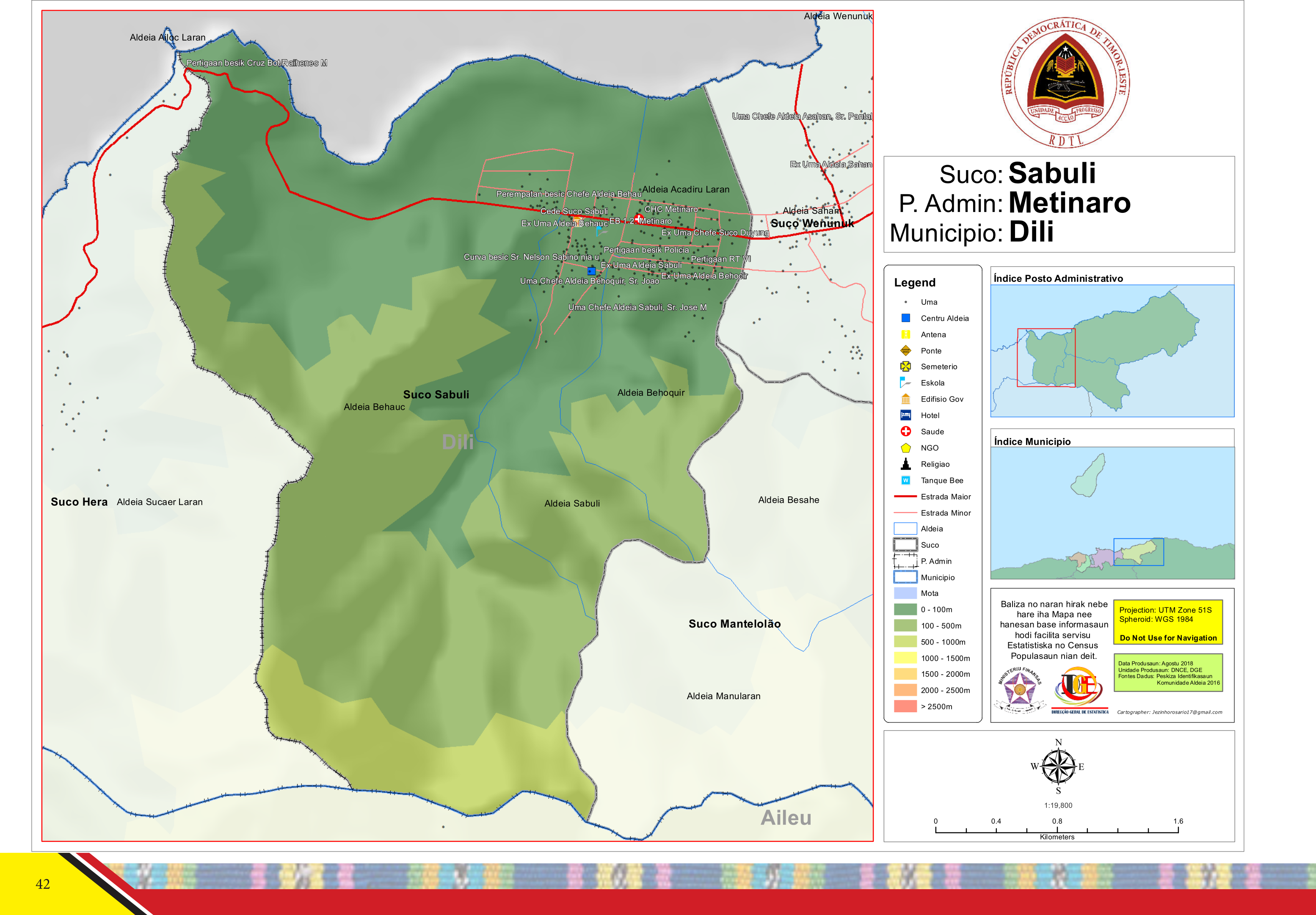
Der Suco Sabuli

- Ayalan
- Kabura
- Lebutun (Lebotun)
- Manuleu
- Metinaro
- Sabuli
- Sukaerlaran
- Wenunuc

### SucoWenunuc

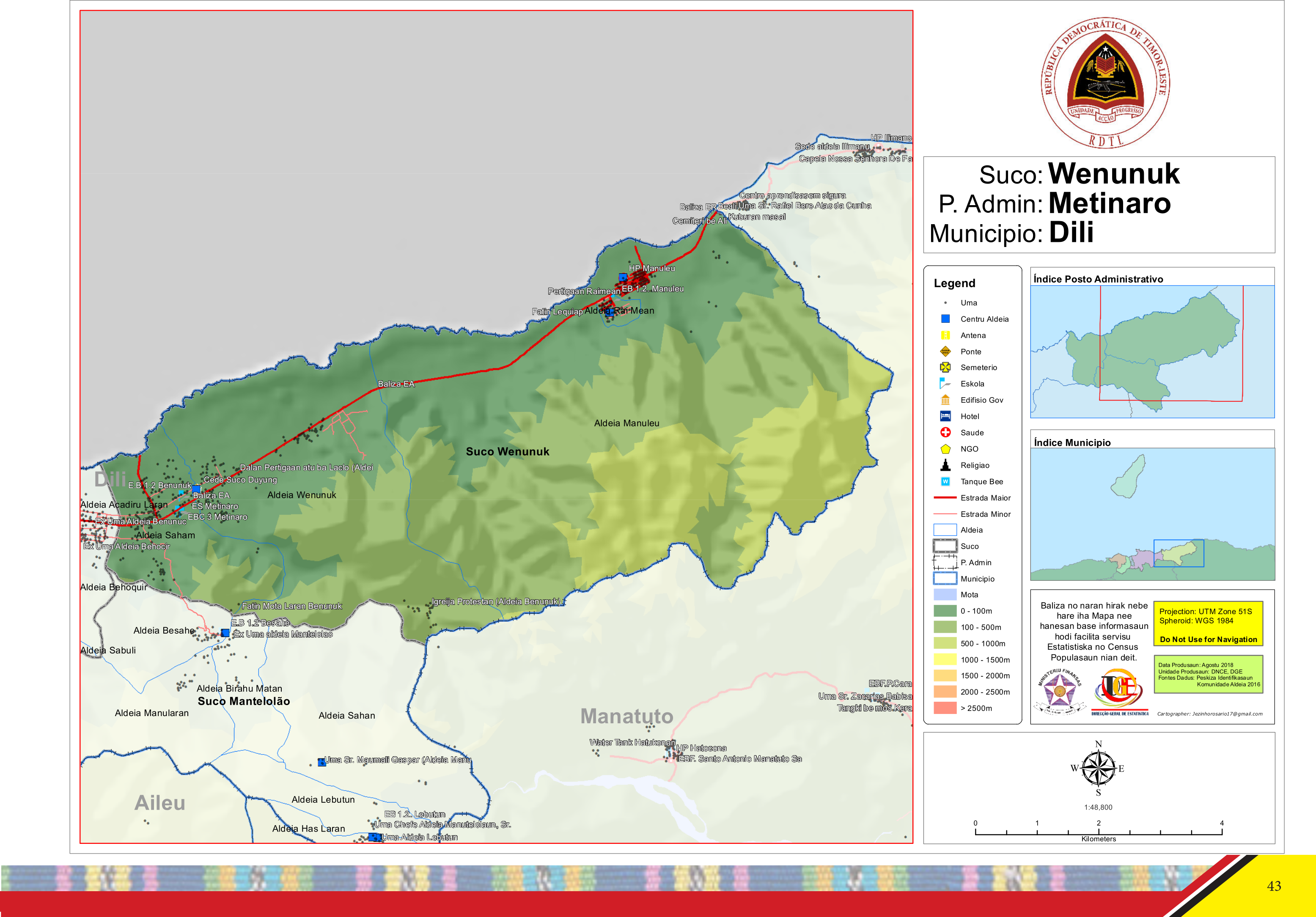
Der Suco Wenunuc

- Duyung
- Manleu
- Nelayan
- Priramatan

## Verwaltungsamt Nain Feto

### SucoAcadiru Hun

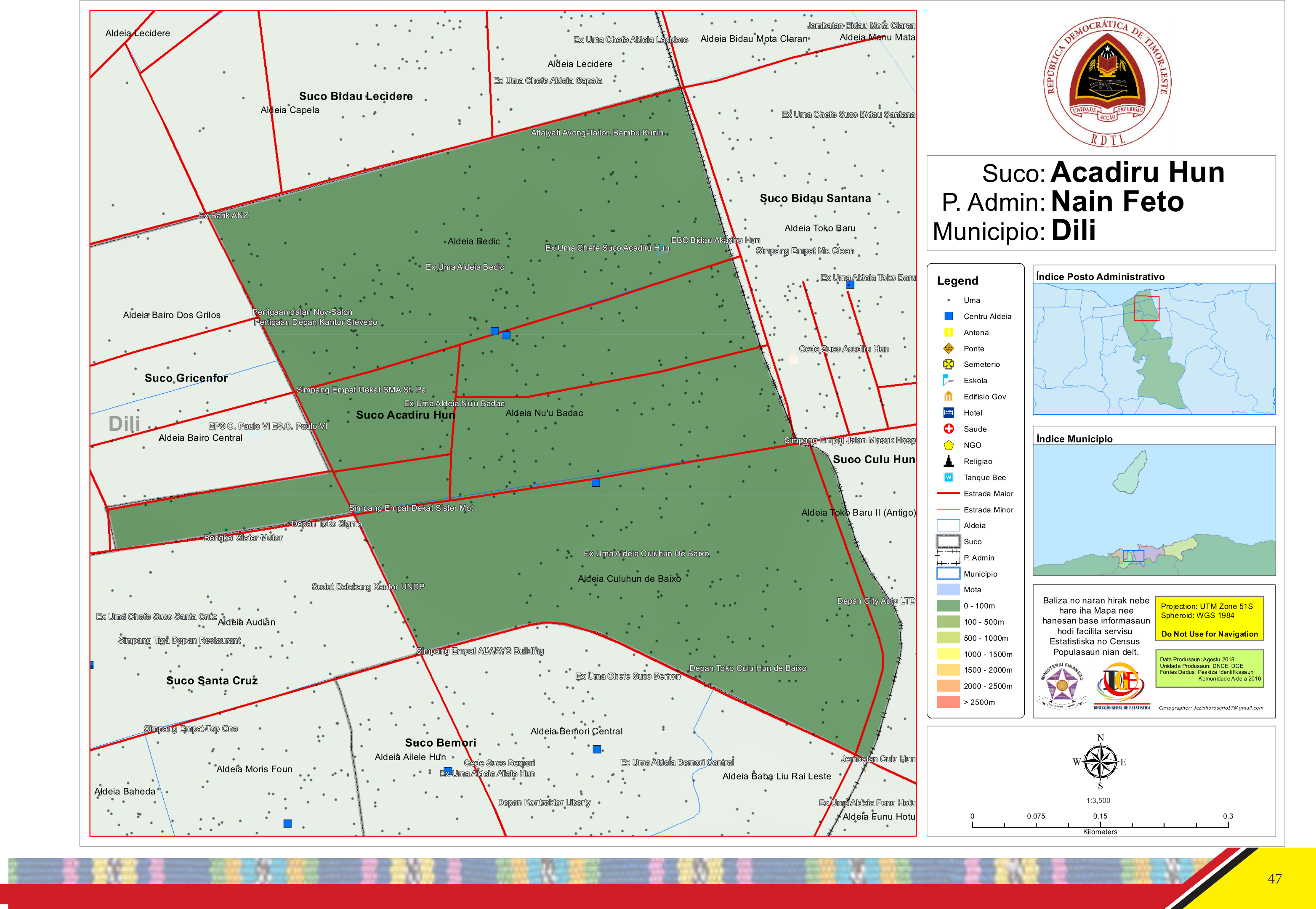
Der Suco Acadiru Hun

- Ailelehun
- Belebato
- Culuhun de Baixo

### SucoBemori

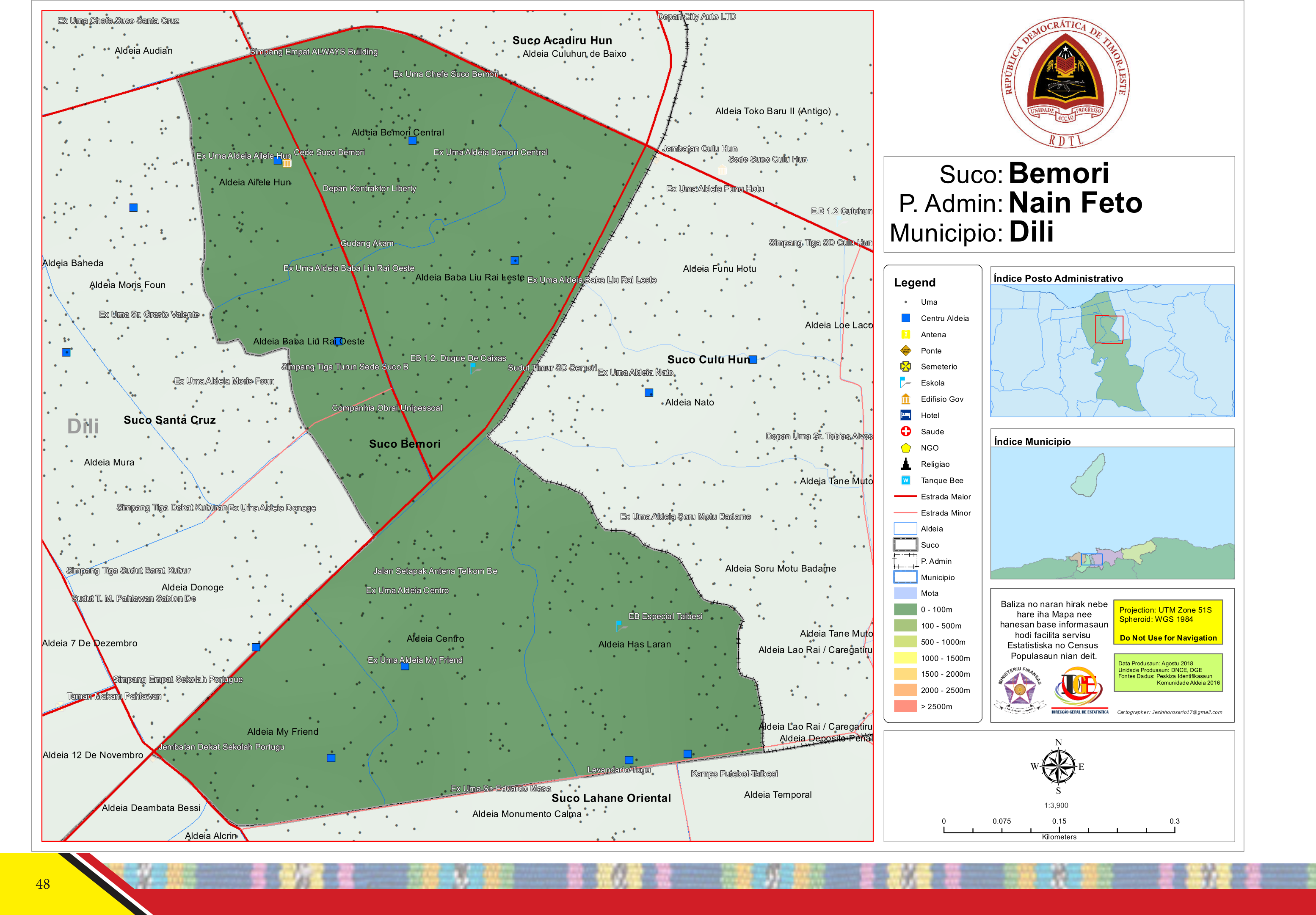
Der Suco Bemori

- Bemori Baba Liu Rai
- Bemori Sentral

### SucoBidau Lecidere

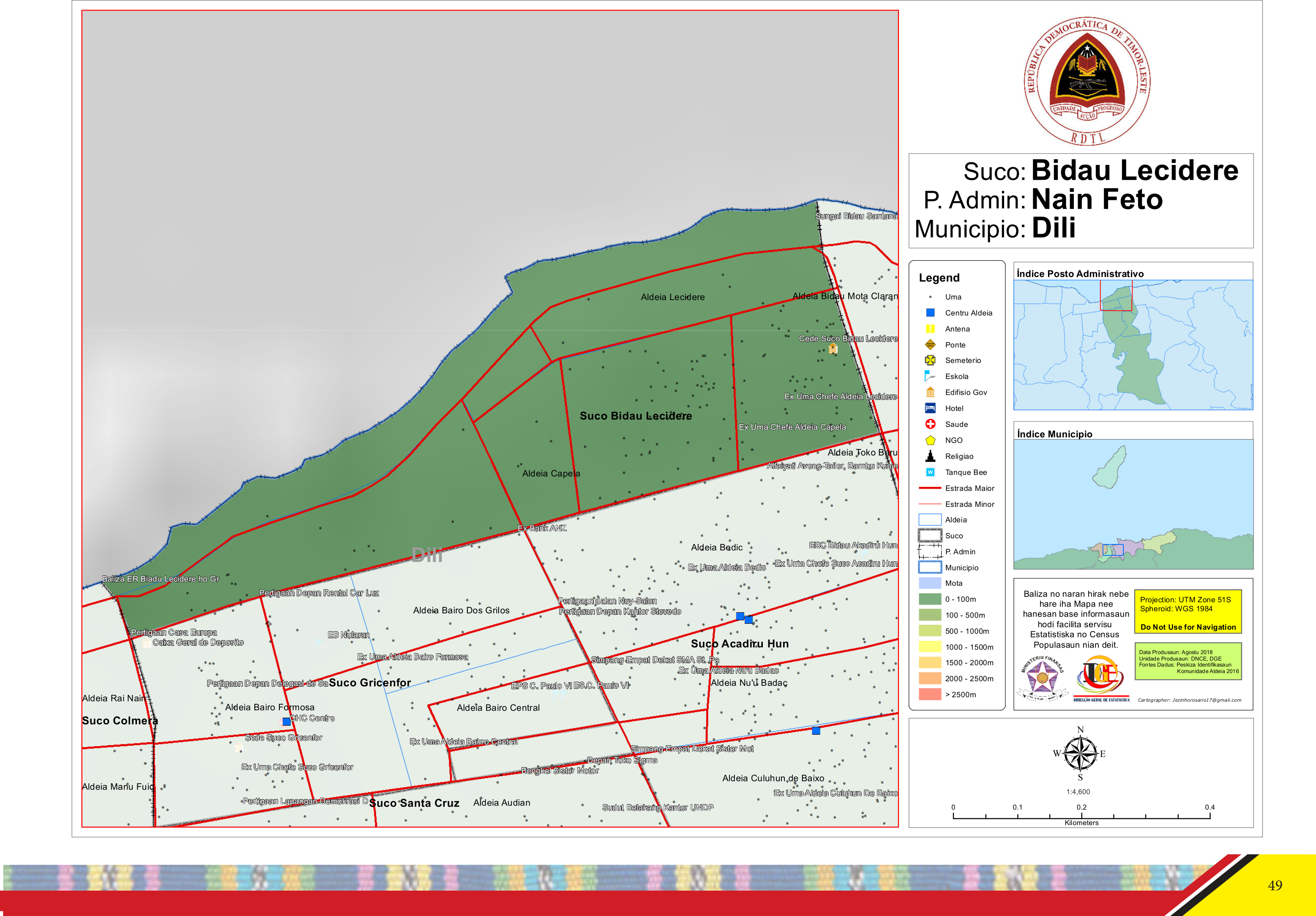
Der Suco Bidau Lecidere

- Bairo Lecidere

### SucoGricenfor

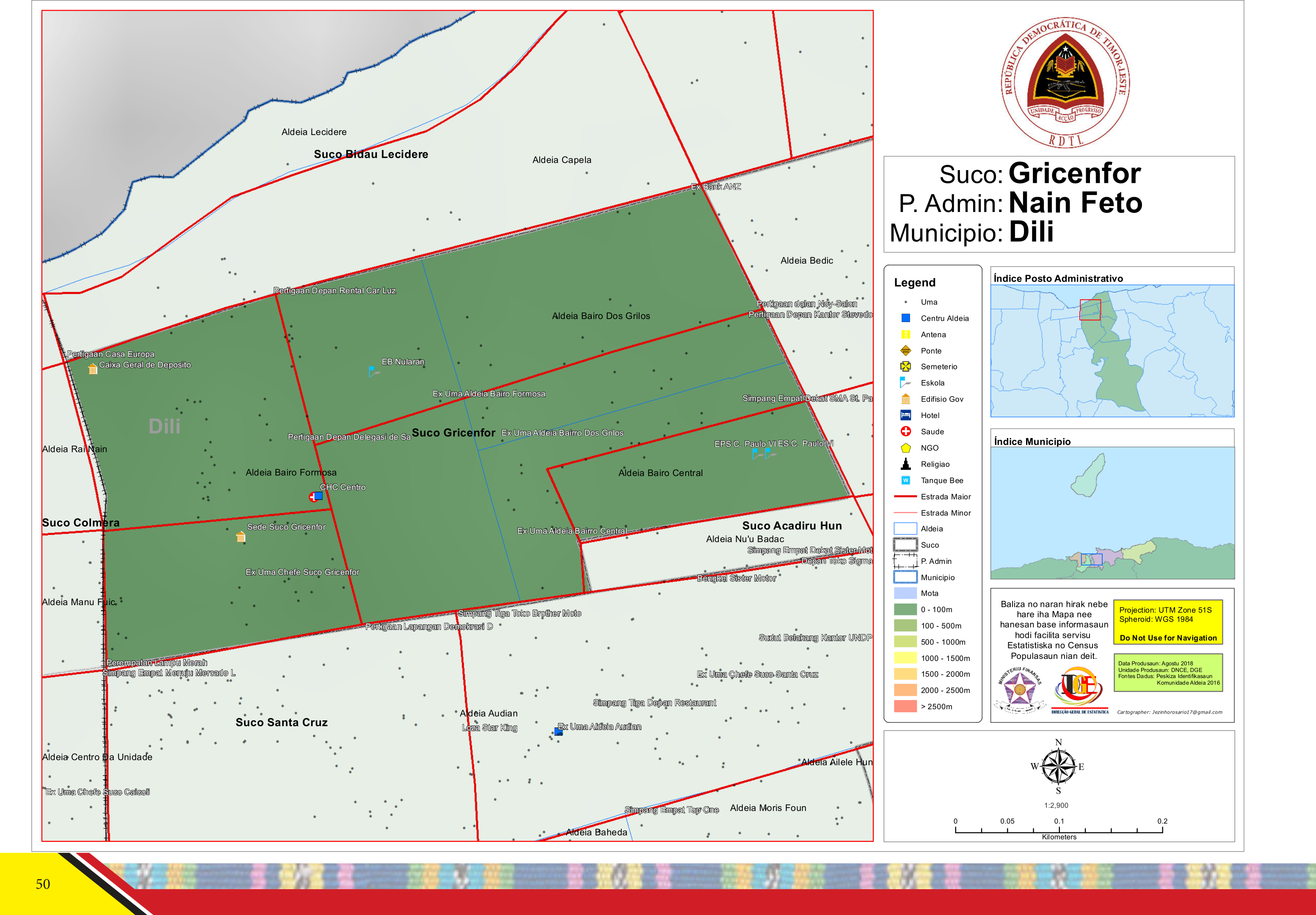
Der Suco Gricenfor

- Bairo Central
- Bairo dos Grilos
- Bairo Formosa

### SucoLahane Oriental

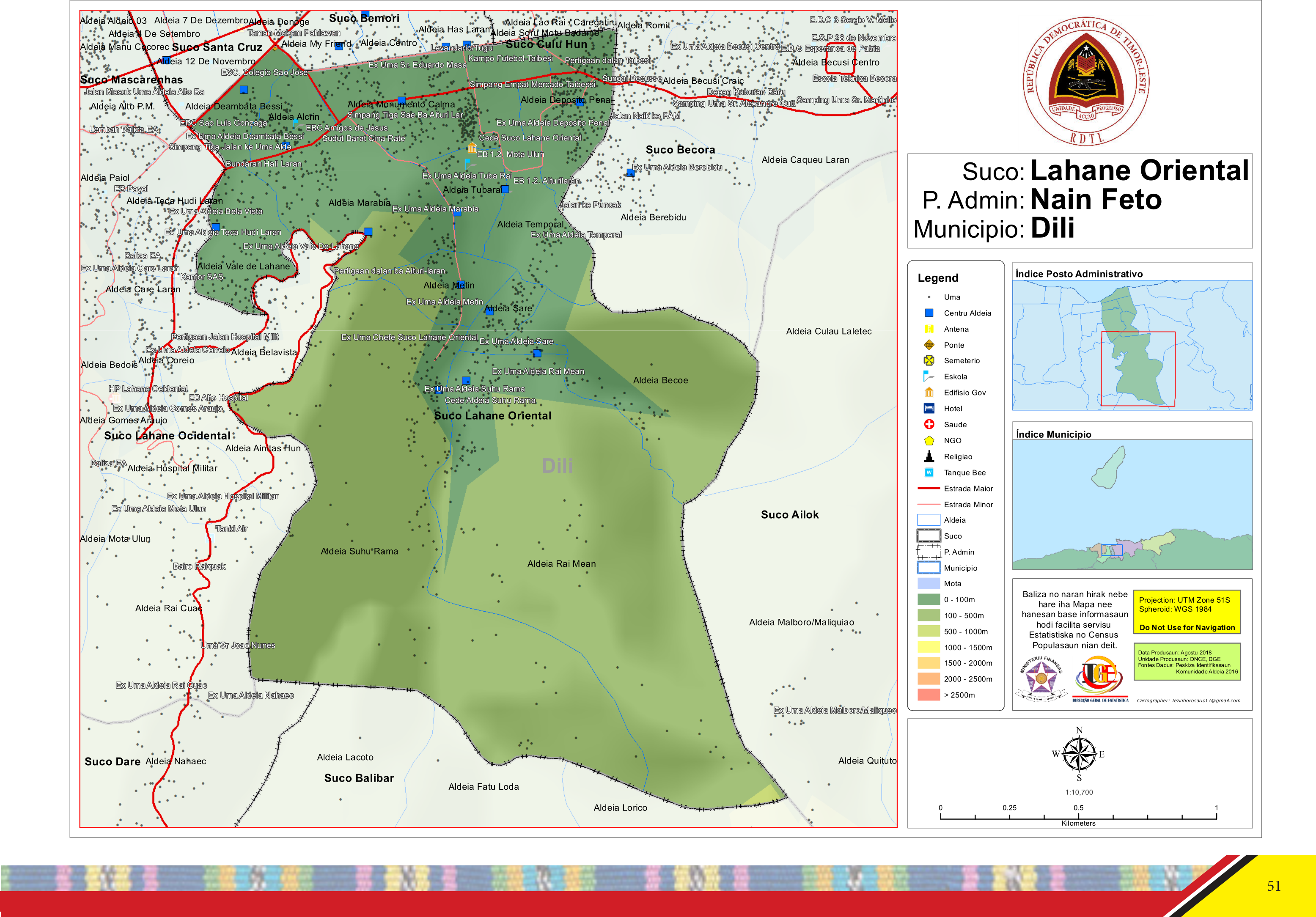
Der Suco Lahane Oriental

- Marabia
- Mota Ulun (Ost)
- Mota Ulun (West)
- Quintal Arbiro
- Taibesi

### SucoSanta Cruz

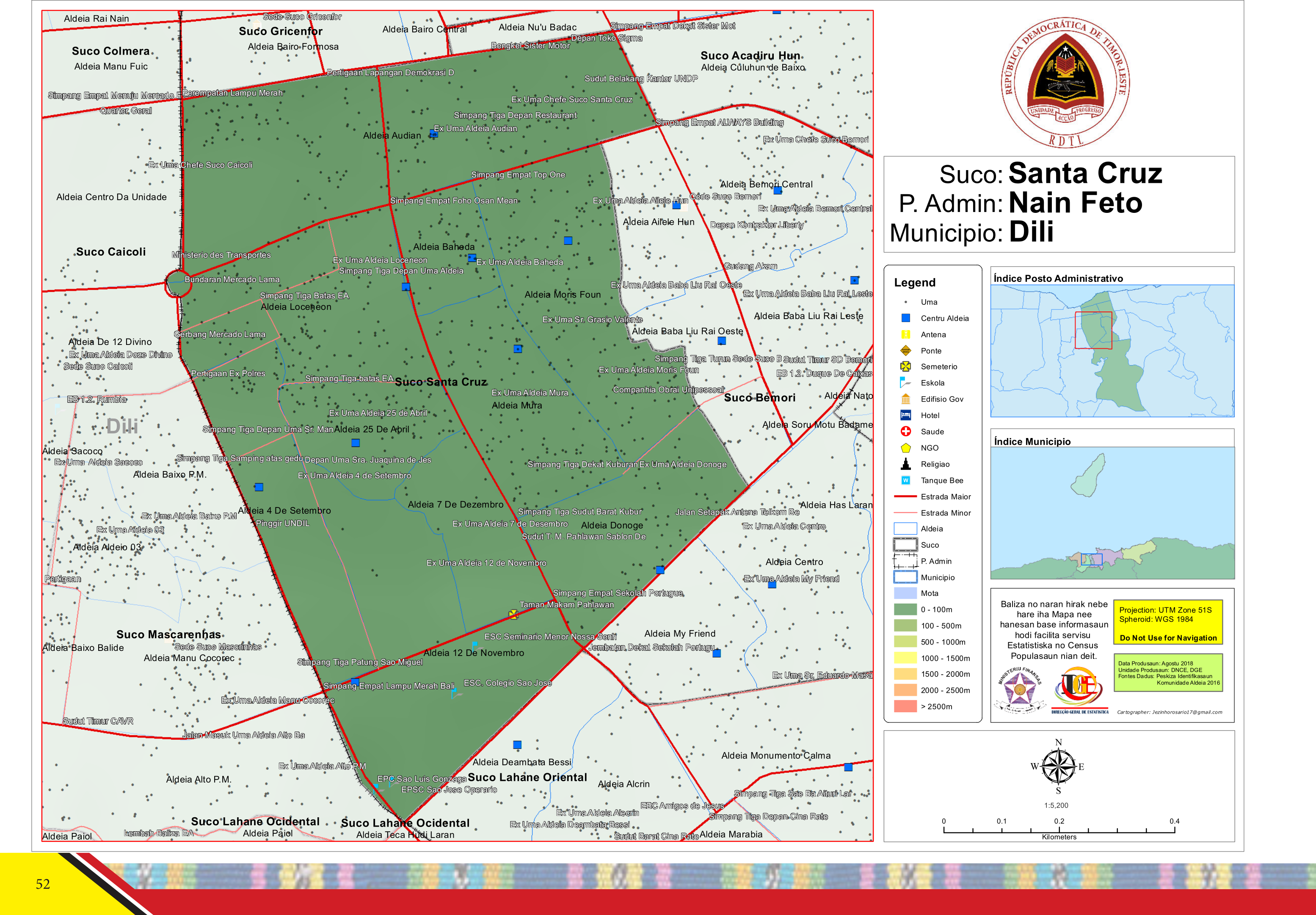
Der Suco Santa Cruz

- Ailele Hun
- Audian
- Bemori Baba Liu Rai
- Bemori Sentral
- Bemori Taibesi
- Quintal Bot
- Quintal Qik

## Verwaltungsamt Caicoli

### SucoCaicoli

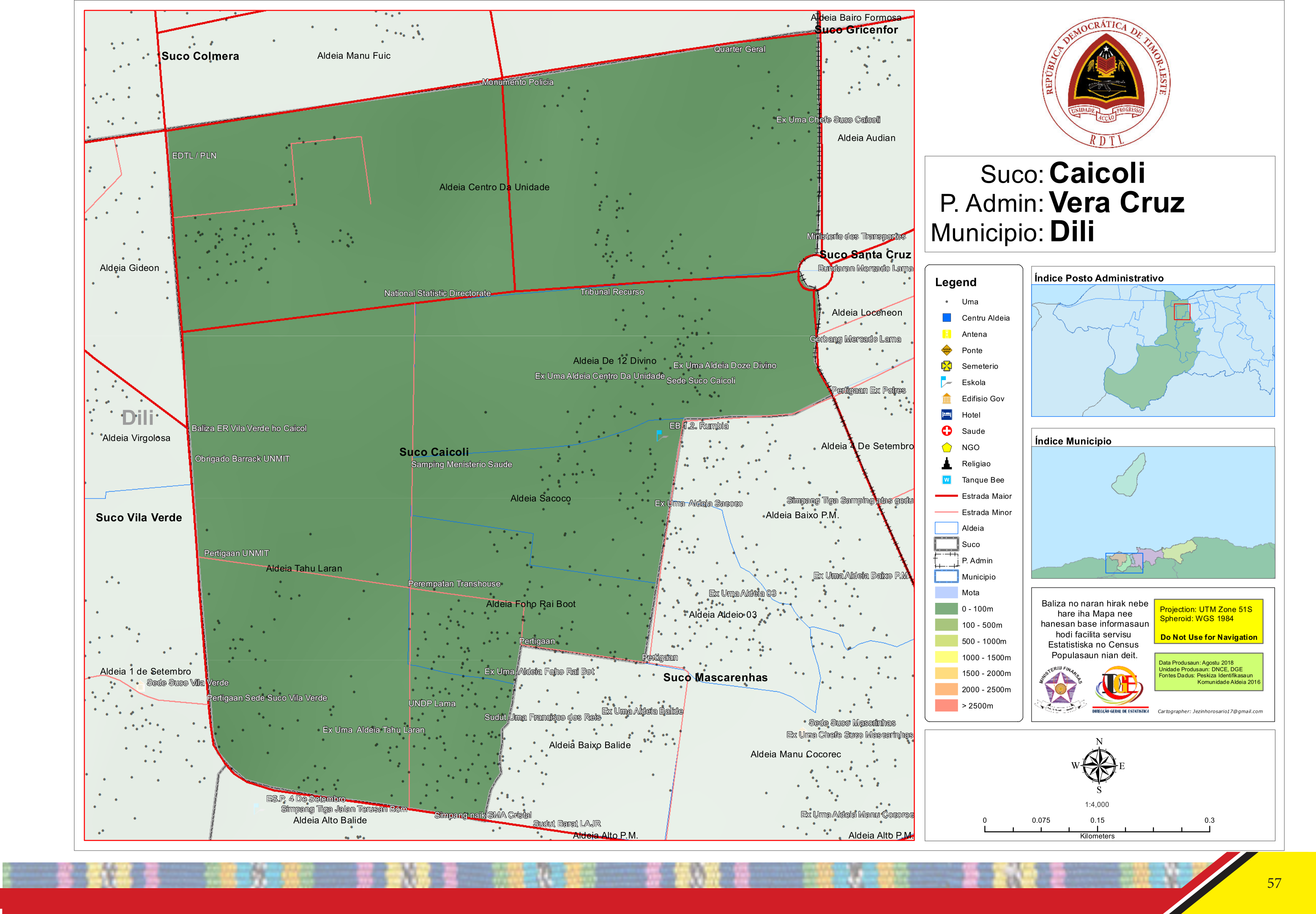
Der Suco Caicoli

- Balide
- Borohun
- Caicoli
- Rumbia

### SucoColmera

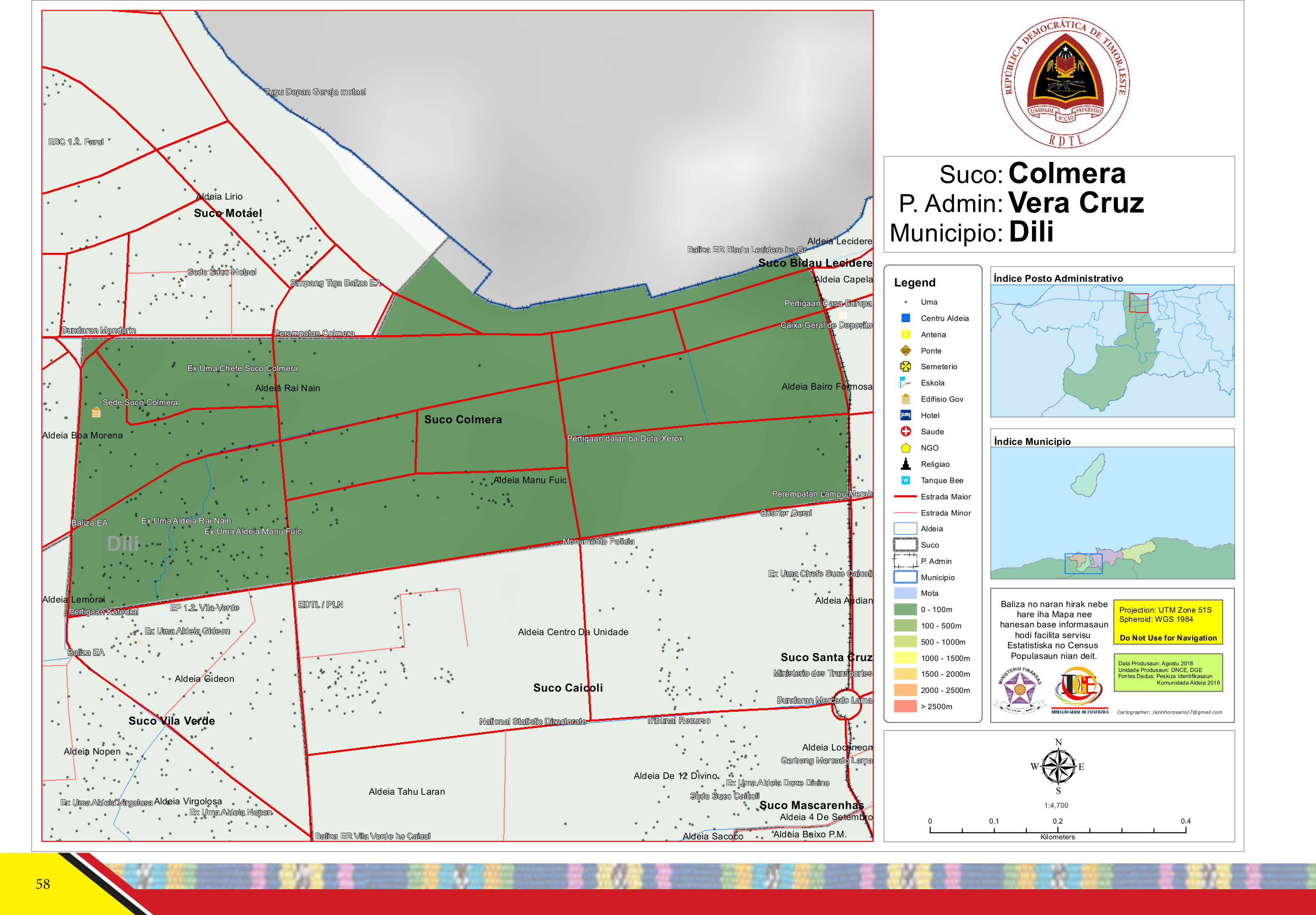
Der Suco Colmera

- Colmera
- Soslodade

### SucoDare

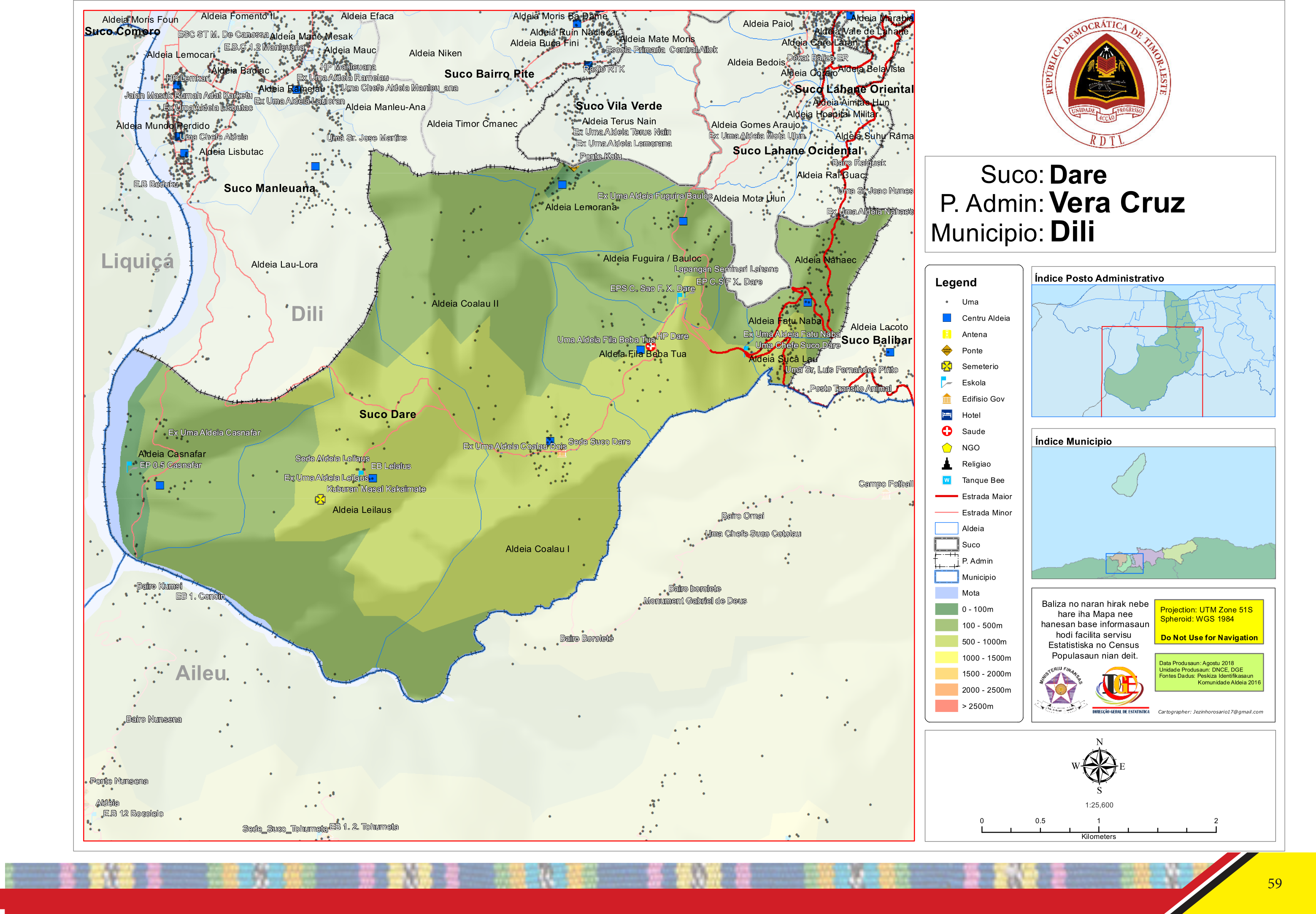
Der Suco Dare

- Casnafar
- Bematua
- Dare
- Fatu Naba
- Laulara Lama
- Leilaus
- Nahaec

### SucoLahane Ocidental

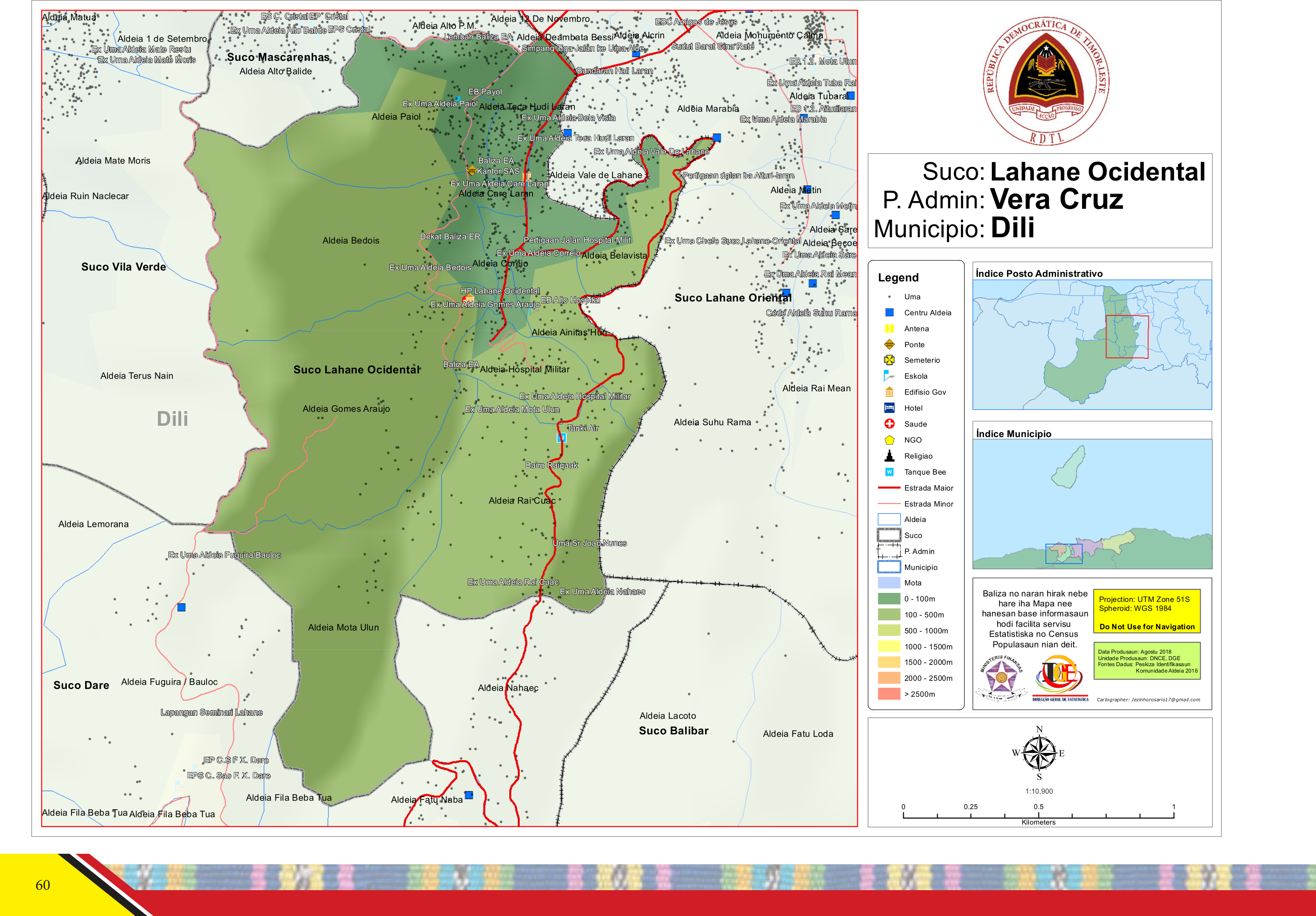
Der Suco Lahane Ocidental

- Aihanexun
- Correio

### SucoMascarenhas

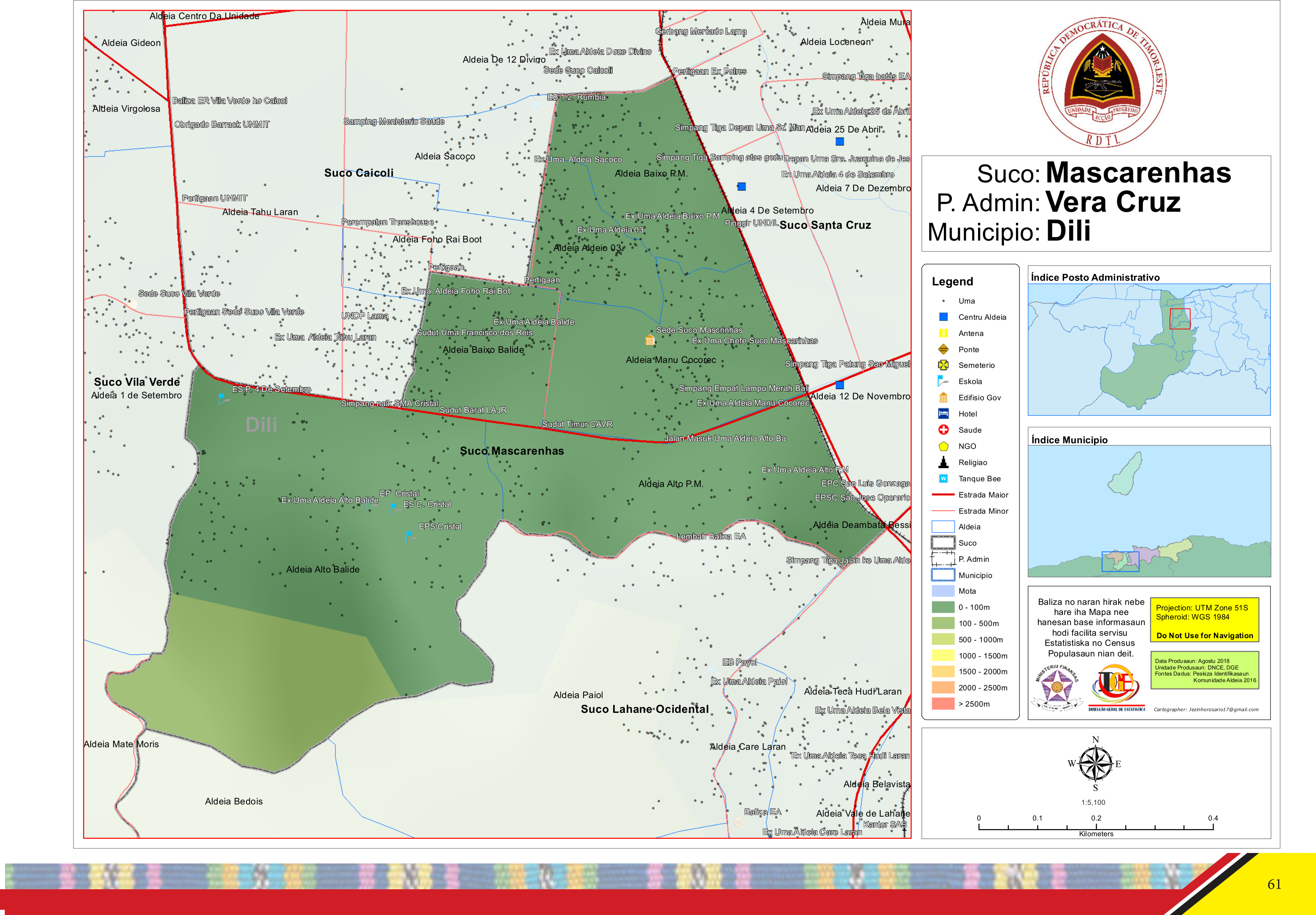
Der Suco Mascarenhas

- Balide
- Bispo Medeiros
- Mascarenhas

### SucoMotael

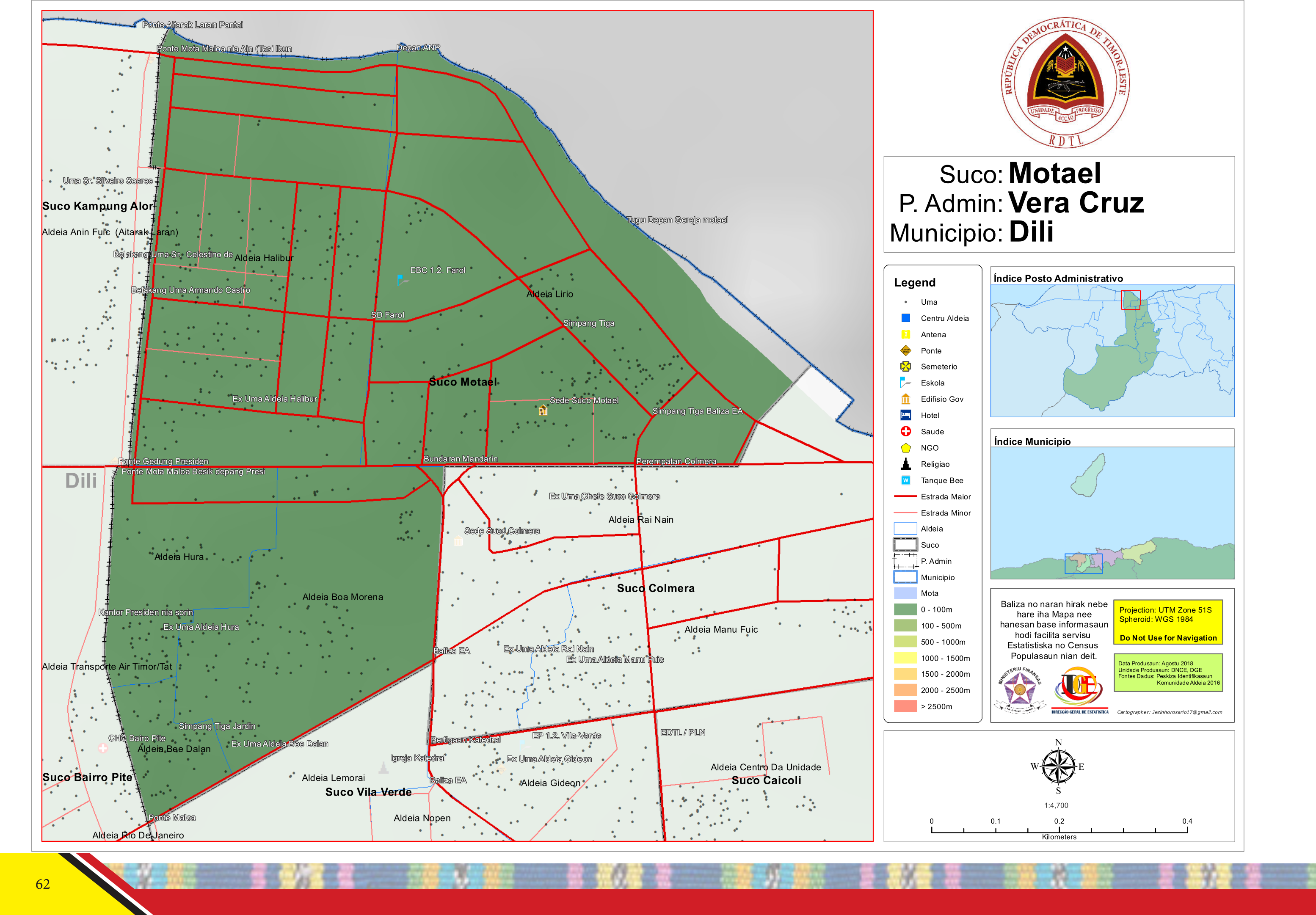
Der Suco Motael

- Aitarak
- Bairo Alto
- Bebora
- Farol
- Palapaso
- Vila Verde

### SucoVila Verde

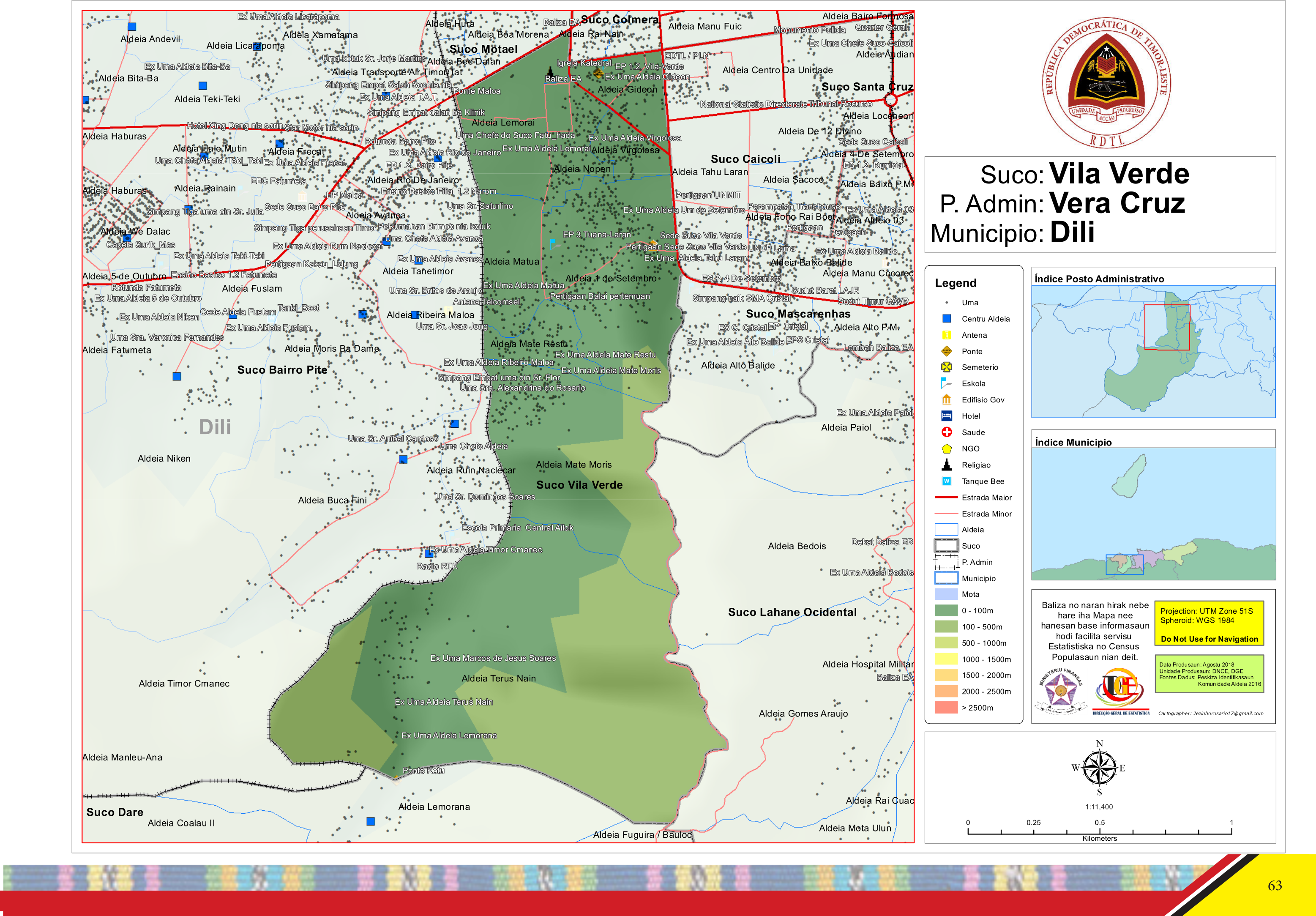
Der Suco Vila Verde

- Lafandaria
- Mata Doro
- Manumeta Rahun
- Tuanalaran
- Vila Verde
- Virgolosa

## Belege
Die Schreibweise der Ortsnamen folgt, sofern vorhanden, den Angaben zu den administrativen Einteilungen in:
- Jornal da República: Diploma Ministerial n.° 199/09 (portugiesisch; PDF; 323 kB)

Die Liste der Ortschaften basiert auf dem Atlas der Gemeinde Dili (2019) der Direcção-Geral de Estatística, mit Zuhilfenahme der Karten des Timor-Leste GIS-Portal (2007) und der UNMIT (2008). Bei unterschiedlicher Schreibweise der Ortsnamen wird den Angaben des Jornal da Républica gefolgt. Die anderen Schreibweisen für einzelne Orte finden sich in den Artikeln zu den einzelnen Ortschaften.
- Karte mit allen Koordinaten:
- OSM |
- WikiMap